# イラストレーション

ジェシー・ウィルコックス・スミスによるR・L・スティーヴンソン『子どもの詩の園』のイラストレーション（1905年）

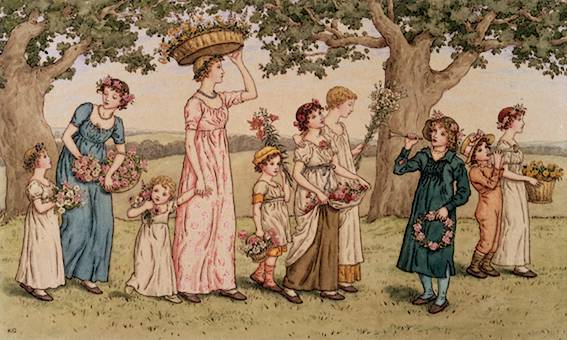
ケイト・グリーナウェイ『メーデー』

イラストレーション（英: 仏: 独: illustration，中: 挿画，朝: 揷畵）とは、図像によって物語、小説、詩などを描写もしくは装飾し、また科学・報道などの文字情報を補助する、形式よりも題材に主眼を置いた図形的もしくは絵画的な視覚化表現である。
イラストレーションは情報を伝達する媒体の1つであり、目的に沿って作成される絵や図像であり、情報の図解という性格を持つ。マスメディアを通じて社会の中で機能することを大前提としており、グラフィックデザインの中の分野でもある。そのため、作家自身の世界を一貫して追求する芸術・美術とは性質が異なっている。
イラストレーションを描くことを職業にしている人をイラストレーターという。

## 語源と日本語での「イラストレーション」

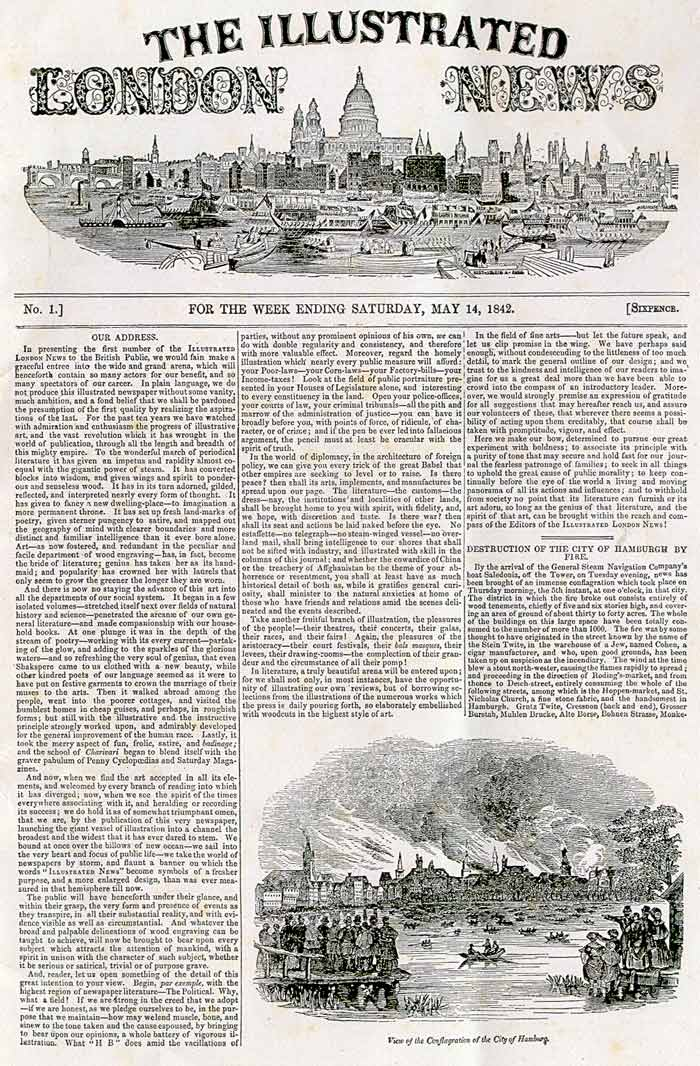
「イラストレイテド・ロンドン・ニュース」創刊号（1842年）。19世紀のジャーナリズムは競ってイラストレーションを導入した。

英語のillustration, illustrate及び西洋諸言語の同系の言葉の語源は「照らす」「明るくする」を意味するラテン語lustrare（さらにはlux「光」に遡り、英語illuminate「照らす」と同一語源）であり、明るくすることから転じて「分かりやすくする（もの）」という意味となった。従って、西洋でのillustrationの元々の意味は図解や挿絵など印刷物の中に扱われ理解を助ける「図版」のことであったが、現在はさらに拡大した解釈で用いられている。
イラストレーションは、日本では略してイラストと呼ばれ一般化しているが、この略称は日本で作られたもので、海外では通じない。現代の日本におけるイラストレーションは単に絵を示すことも多いが、西洋のillustrationは基本的にはその意味がなく、また必ずしも絵だけには限らない。芸術としての絵画（ファインアート）に対し、イラストレーターが制作するような、分かりやすい「ポピュラー美術」に相当するのが現在の広義のイラストレーションであるとも言える。
挿絵はイラストレーションそのものであり、絵本や漫画もイラストレーションに含まれ、もしくはイラストレーションを構成要素として持つが、これらはイラストレーションという呼称が普及した1960年代以前から存在していたため固有の呼称が用いられている。建築物の完成予想図（建築パース）もイラストレーションの一種である。

## 形態・領域

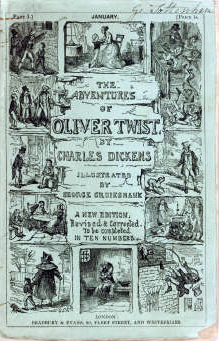
ジョージ・クルックシャンクによる『オリバー・ツイスト』表紙（1846年）

デザイナー＝イラストレーター・芸術家・版画家・写真家などによって制作されるイラストレーションは非常に幅広い領域に亘る――
- 文学：小説、物語、本の表紙、児童書（絵本）……
- 資料、技術領域：辞書、百科事典、概説書や入門書、取扱説明書……
- ジャーナリズム：記事の図解、風刺画……
- 宣伝・広告：新聞広告、雑誌表紙、ポスター、パッケージ（箱や梱包）、ポストカード、ネオンサイン、ショーウィンドー[5]

……
- その他：CDジャケット、キャラクターデザイン……

このリストは領域を限定するものではなく、こうしたさまざまな領域の境界線は不明瞭なもので揺れがある。例外はあるが、何らかのメッセージを持つテクストに付随するということと、印刷や版画といった手段により大量に複製されるということでイラストレーションは定義される。
イラストレーションは図解であるが、これは必ずしもイラストレーションがテクストに従属することを意味しない。ジョセフ・ヒリス・ミラーはホルバインを例に取りつつ、イラストレーションと文章は対話的関係にあり相互干渉し意味を二重化するのであって同一のものを表すことは決してないと表現している。
作家チャールズ・ディケンズの出世作『オリバー・ツイスト』にはジョージ・クルックシャンクによるイラストレーションが添えられているが、これはディケンズの小説を基にクルックシャンクが挿絵を描いたのではなく、ロンドンの下層社会を描いた版画連作のためのスケッチをディケンズが見て『オリバー・ツイスト』のキャラクターを着想したものであった（と少なくともクルックシャンクは主張した）。イラストレーターによるキャラクターが小説に先行したのであり、この構図は今日の日本のライトノベルやアニメ・マンガなどのキャラクタービジネスではより鮮明となっている。

## 美術とイラストレーション
イラストレーションはメディアで複製され機能する、メッセージを伴う図版表現として芸術作品から区別されるが、これは機能からの分類であり、機能と切り離してみれば「絵」の一種以外の何物でもない。独創的な芸術作品もまたしばしば書籍のカバーや挿絵などのイラストレーションとして利用される。逆にイラストレーションの原本がその制作時の文脈に関係なく芸術作品として取り扱われ画廊などで販売されたりすることも少なくない。
美術においては画家という「個」から出発して1つの普遍性を目指すが、イラストレーションにおいては即座に人を捉える分かりやすい「個性」が求められる。このため美術では常に人とも過去の自分とも異なる表現が求められるが、イラストレーションではそうした桎梏から自由な反面、一度タッチなどの作風が定着するとその作風を反復し続けることを要求される側面もある。
イラストレーションにはさまざまな環境において大衆に訴求する分かりやすさが求められると同時に、大量に複製されることによって大衆が身近に触れることのできる絵画的表現物ともなっており、即時的な「消費される絵画」 であると同時に絵画（タブロー）にはない共有性や同時代性も持つ。他方で消費社会の高度化に伴い商業領域でも「個」に訴求する表現が受け入れられるようになり表現者が美術とイラストレーションを往還し、またメディアも紙のみならずデジタルや環境などへと拡散していったため、美術との境界のみならずイラストレーションそのものの定義も揺らぎつつある。

## 用途

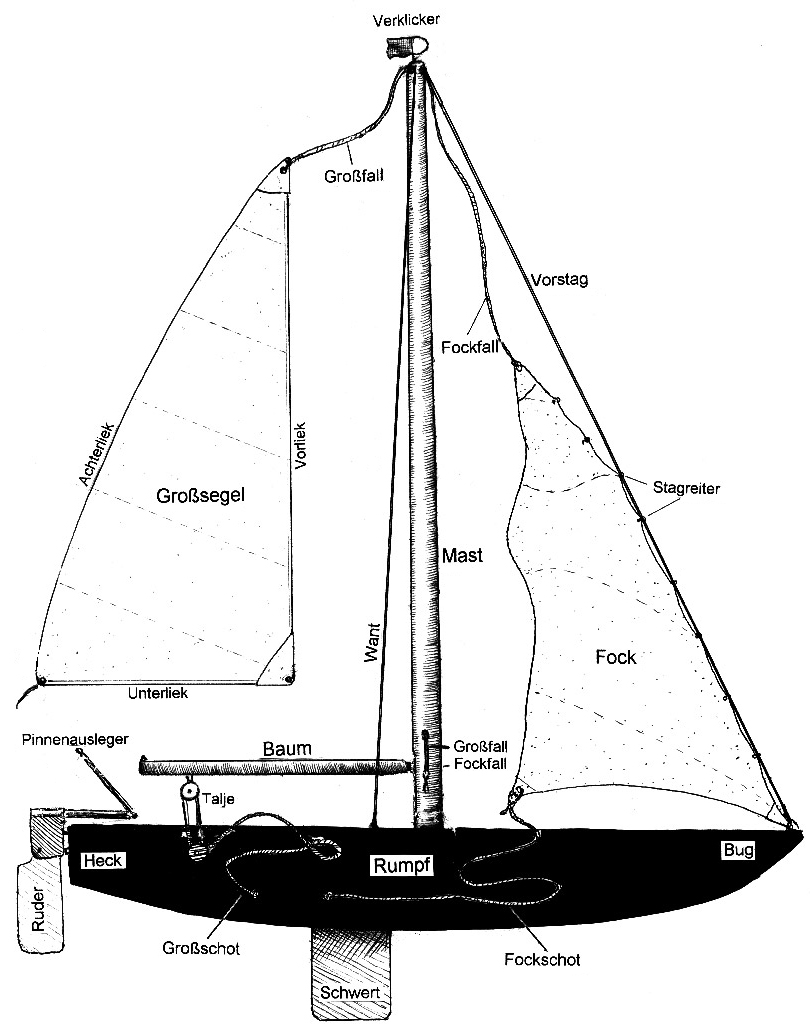
ヨットの図解イラストレーション

イラストレーションはさまざまなテーマを表現することができ、以下のような幅広い目的に用いられる――
- 物語のニュアンスを浮き彫りにする。
- 読者に感情を吹き込む。
- 登場人物に人格や顔を与える。
- 教育・科学的な記事などを視覚化する。
- 利用ガイドや取扱説明書などの説明を図式化する。
- 商品が売れるようにする。

イラストレーションに関わる職業はイラストレーター・写真家・その他の「クリエイター」だけではなく、作家や作品と最終的な顧客との関係を確保する重要な役割を担う仲介者も含まれる――アートディレクターや制作ディレクターはイラストレーションの様式やアーティストをプロジェクトに最も適するように選択し、関係を確立し、仕様書を渡し、仕事の進行を管理し、必要な訂正を行わせる。図版担当の編集者は写真・文献・版画・絵画など、既に存在するありとあらゆる形態のイラストレーションから必要なものを探し出し、個人・各種組織・図書館・美術館などの著作権所持者との交渉を行う。
今日では以上のような用途の少なからぬ部分は写真で代用可能となっているが、それゆえに独自の表現を求めてイラストレーションは多様化し、またイラストレーターの目と手を通じた抽象化や説明性は対象を写真よりも理解しやすいものとするので、図鑑などのサイエンティフィック・イラストレーションや技術分野でのテクニカルイラストレーションとして生き続けている。

## 歴史

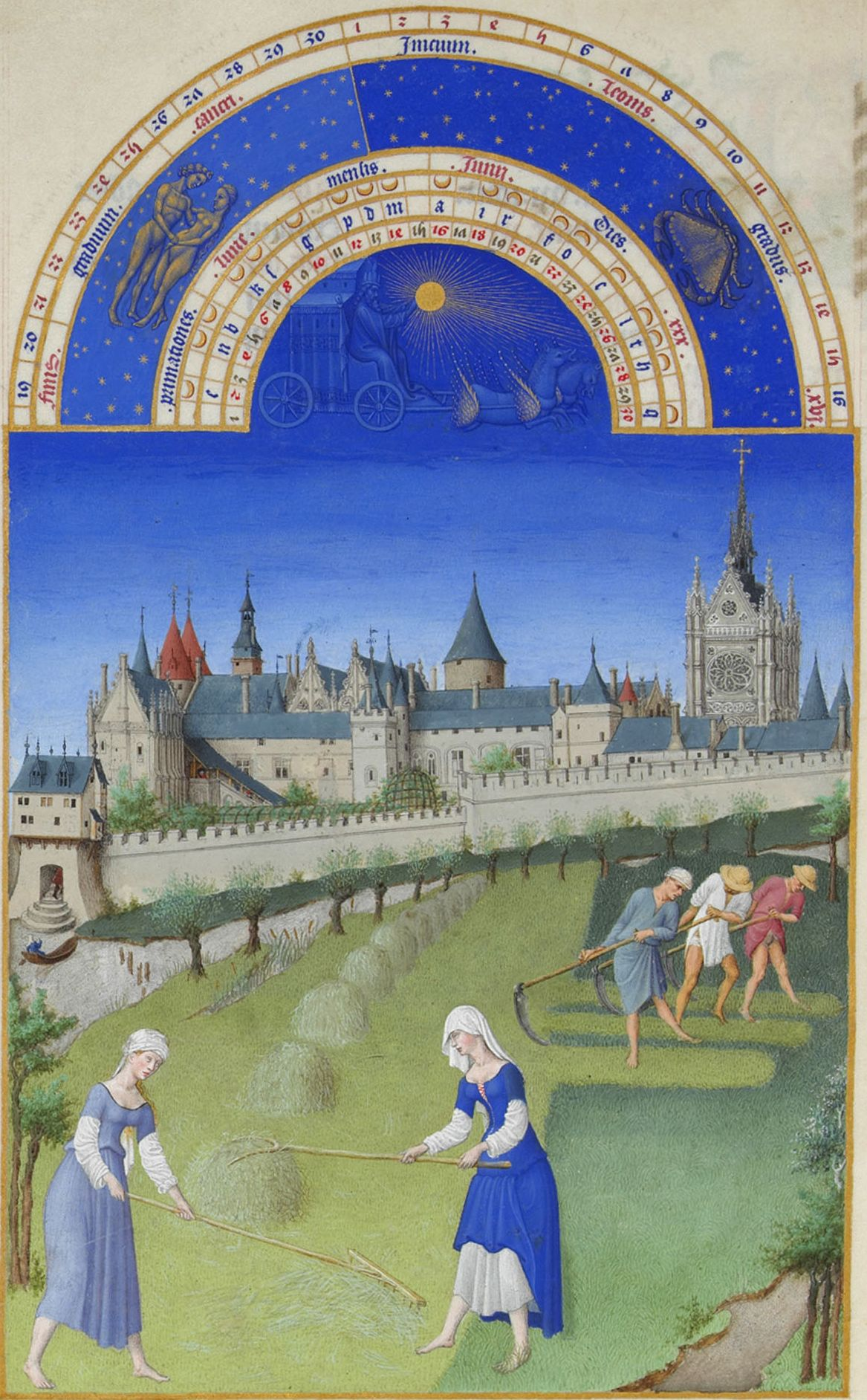
『ベリー公のいとも豪華なる時祷書』より6月

### 概略
イラストレーションの起源は定め難いが、文字では表すことのできないものを絵によって表すことから始まり、印刷技術の発明により、活字の他に絵による図版が登場し、大量生産によって大衆化することで本格化した。新聞、図鑑、解剖図などで挿絵が活躍する。
19世紀後半には数多の文学作品に芸術的な挿絵が添えられ、西洋のイラストレーションは黄金時代を迎える。印刷技術の大型化に伴い、ポスターが登場し、メディアとしての広がりを見せる。ヨーロッパでは、アール・ヌーヴォーの画家やデザイナーが華を咲かせた。ラファエル前派、アーツ・アンド・クラフツ、ナビ派、アール・デコなどの美術潮流と相互に影響を及ぼし合う。やや遅れ、19世紀末から20世紀初頭にはアメリカ合衆国がイラストレーションの黄金時代を迎え、現代に至るまでのイラストレーションの原型がほぼ出揃う。
日本においても、1950年代後半にはイラストレーションという呼称が用いられるようになり、1960年代にはグラフィックデザインから独立したジャンルを築く。写真使用の一般化に伴い新聞雑誌などでの使用は減少したが、媒体自体の増加に伴い空間、環境、舞台、衣装、ウェブデザイン、コンピュータゲームなど、表現領域を大きく広げている。

### 起源
イラストレーションの起源は初期の図像表現と分かち難く、先史時代の洞窟壁画がその最初の形であろう。印刷機が発明されるまでは、本には手描きで絵を入れていた。極東、とりわけ中国・朝鮮・日本では、8世紀から伝統的に版画により文章にイラストレーションを添えていたが、より一般的にはこれらの国々の絵画芸術では19世紀に至るまで絵画の方に短い詩文（賛）が添えられるのが常であった。
西洋や中近東での始まりは中世やルネサンスの彩色装飾であったとも考えられる。注目に値する数々の彩色装飾の中でも際立つのが『ベリー公のいとも豪華なる時祷書』のそれである。イスラーム圏では絵画（タブロー）が宗教的理由で抑圧されたため写本芸術が発達を見た。

### 15-18世紀
15世紀には印刷術が発明され、書物には木版術（板目木版）で挿絵が施されるようになった。16世紀には製版術が進歩し、木版から銅版（凹版、エッチング）へ、そして18世紀末にはリトグラフへと発展していった。
17世紀のコメニウスの『世界図絵』は文字と絵を併置したはじめての視覚的教科書であった。この時代の特筆すべきイラストレーターに、凸版エッチングを用いて自著に自らの手で挿画したウィリアム・ブレイクがいる。ディドロとダランベールの百科全書は啓蒙思想に基づき大量のイラストレーションを使用し、今日のテクニカルイラストレーションの先駆けとなった。

### 19世紀初頭

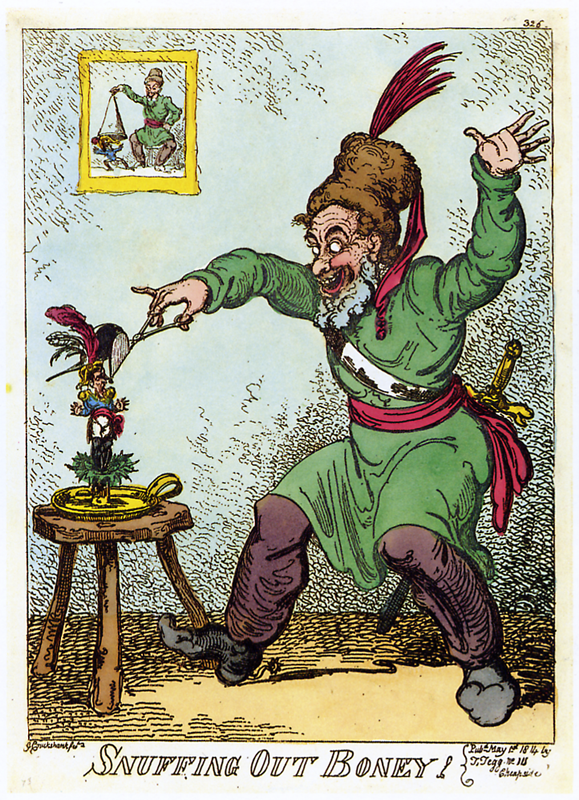
ジョージ・クルックシャンク『ボニーの火を消しちまえ！』（1814年）。ナポレオン・ボナパルトの追放を風刺。

19世紀初頭には、大衆的な新聞や暦（en:almanac. 当時の暦は一種のメディアであった）が飛躍的に普及しマスメディアが形成され、そこに掲載された短篇小説や連載小説が人気を博したこともありジャーナリズムのイラストレーションが発達した。識字率の低かった当時、図像の訴求力は大きかったのである。この頃の注目に値する人物としてはジョン・リーチ、ジョージ・クルックシャンク、チャールズ・ディケンズの挿絵画家ハブロット・K・ブラウン、フランスのオノレ・ドーミエがいる。同じイラストレーターたちが風刺雑誌と一般のフィクション雑誌の双方に寄稿する場合が多かったが、どちらの場合も需要は社会的な類型や階層を要約しまたは風刺するキャラクター画にあった。
先行するクルックシャンクの『コミック・アルマナック』（1827年 - 1840年）の成功を受けて1841年に創刊されたイギリスのユーモア雑誌『パンチ』は、ジョン・テニエル、ディエル兄弟、ジョージ・デュ・モーリアを含む高水準な漫画（カートゥーン）イラストレーターたちを20世紀まで途切れなく採用し続けた。パンチ誌は大衆的イラストレーションが風刺への依存から時事問題の洗練された観察へと徐々に移行してゆくさまを映し出している。これらのアーティストたちは皆、伝統的なファインアートの芸術家としての教育を受けていたが、主にイラストレーターとしてその名声を獲得している。パンチ誌や、『ル・ヴォルール』誌（仏: Le Voleur、『泥棒』）などのこうした雑誌は、優れたイラストレーションは文字のコンテンツと同等に売れるものであると世に示した。1842年には『イラストレイテド・ロンドン・ニュース』紙が創刊され、以降相次いでイラストレーション入りの新聞が発行されるようになる。

### イラストレーションの黄金時代

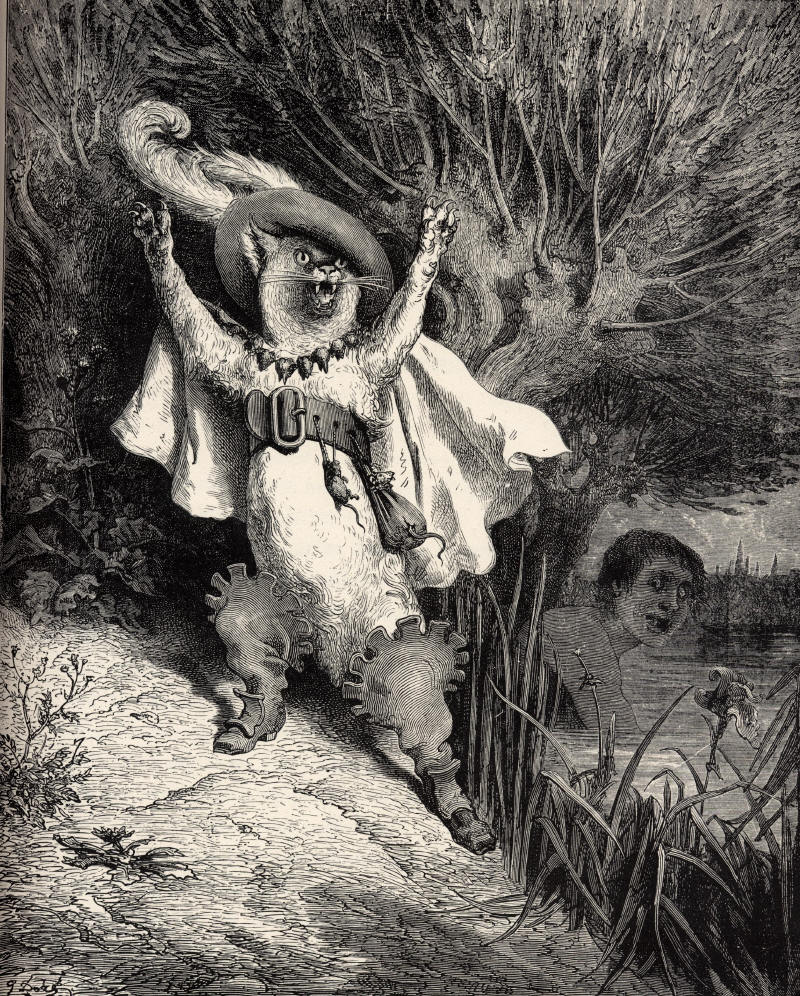
ギュスターヴ・ドレによる『マ・メール・ロワのおはなし』収録の「長靴をはいた猫」の挿絵

19世紀後半はヨーロッパとアメリカ合衆国における「イラストレーションの黄金時代」と考えられている。一般大衆向け出版の発達と雑誌の出現がイラストレーションの流布を増大させた。木口木版術は、熟練した製版家の力と相俟って、デザイナーの仕事を極めて細かいディテールまで再現することを可能にした。新しい印刷技術の発明（とりわけ写真製版）は挿絵画家たちにカラーや新しい表現技法を実験する自由を与えた。

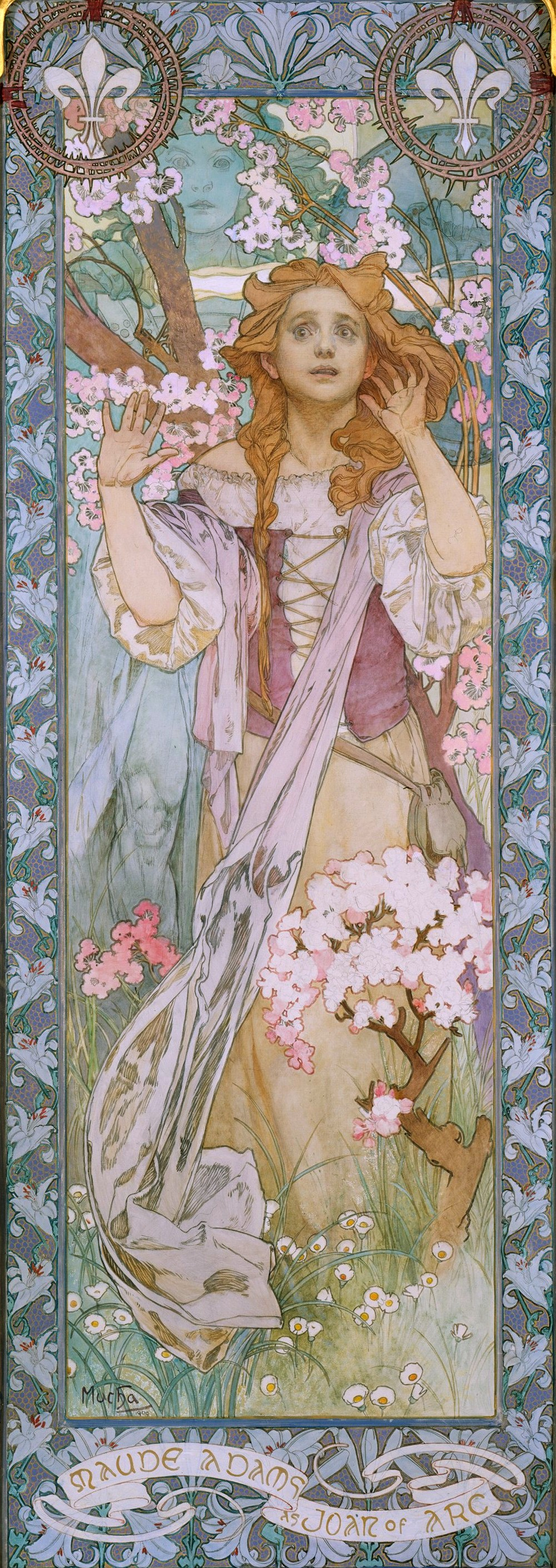
アルフォンス・ミュシャによる演劇『ジャンヌ・ダルク』ポスター（1909年）

フランスではポール・ガヴァルニ、J・J・グランヴィル、そしてとりわけギュスターヴ・ドレによってこの分野は芸術の域にまで到達した。ドレの『ラ・フォンテーヌ寓話集』『シャルル・ペローの童話』、セルバンテスの『ドン・キホーテ』などの挿絵は一時代を画するものであった。1860年代ロンドンの貧困の陰鬱さを反映したこれらの挿絵は、社会問題の芸術分野での現れの注目すべき例でもあった。熟練した製版家によって実践される木口木版術の恩恵で、出版社は大量のイラストレーションを使用した。熟練製版家の存在がなければ、どんな単純なイラストレーターの仕事も出版されることはなかったであろう。最も代表的な例はおそらく、ジュール・ヴェルヌの小説を出版したエッツェル社である。本文とは別に印刷して、別丁にしなければならない他の技法（凹版やリトグラフ）とは対照的に、この技法は挿絵を本文と同時に、多くの部数に印刷することが出来た。デザイナーの制作した原本を再生産する仕事をするこれら製版家の大部分は、彼ら自身もまたイラストレーターであった。フランソワ・パンヌマケ、エドゥアール・リウー、レオン・ベネットなどがそうである。エドゥアール・マネ、エドガー・ドガ、やや後のピエール・ボナールといった偉大な画家たちも、エドガー・アラン・ポーの詩やギ・ド・モーパッサンの小説の挿絵を描いてみたりしていた。

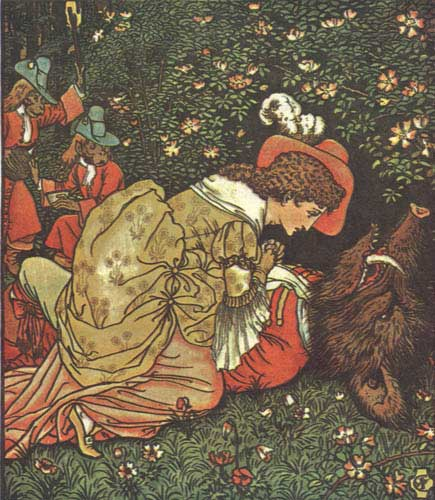
ウォルター・クレインによる『美女と野獣』の挿絵（1874年）

イギリスでは、ジョン・テニエルによる挿絵がルイス・キャロルの『不思議の国のアリス』の幻想世界を読者たちに表現してみせた。ドレやテニエルがモノクロームの版画で幻想的な作品を作り続けた一方で、他のイラストレーターたちは色彩の可能性を発見していった。彼らは特にラファエル前派の画家たちの影響を受け、ウィリアム・モリスが興したアーツ・アンド・クラフツのデザイン志向の手刷りによる技術を模倣した。エドマンド・デュラック、アーサー・ラッカム、ウォルター・クレイン、カイ・ニールセンなどがこのスタイルの代表例で、新中世趣味の風潮を持ち、神話や説話を題材にすることが多かった。それとは対照的に、ビアトリクス・ポターは彼女自身の短い物語に、ヴィクトリア朝様式に着飾った動物たちを自然観察に基づき描いたイラストレーションを添えた『ピーターラビット』で大衆的な人気を獲得しイラストレーションの領域を広げた。黄金時代のイラストレーターたちの豊饒さと調和は、1890年代にはジャポニスムや板目木版と影絵に影響され密度の薄い白黒のスタイルに回帰しアール・ヌーヴォーやナビ派を先取りしたオーブリー・ビアズリーなどのイラストレーターによってさらに際立った。
19世紀末にはリトグラフの技法によりカラーの広告ポスターが一般化し、アール・ヌーヴォーの開花と共にジュール・シェレ、ウジェーヌ・グラッセ、アルフォンス・ミュシャ、アンリ・ド・トゥールーズ＝ロートレックらが近代的なポスターを作り出した。
合衆国での黄金時代は1880-1914年であった。アーサー・バーデット・フロストやハワード・パイルは子供向けの本のイラストレーションで名声を得、ブランデーワイン派と呼ばれる、パイルの開いた美術学校の生徒たち、N・C・ワイエス、マックスフィールド・パリッシュ、ジェシー・ウィルコックス・スミス、フランク・スクーノヴァーらが時代を支え、後のノーマン・ロックウェルにも影響を与えた。またパイルらは1902年にイラストレーターの職業団体であるソサエティ・オブ・イラストレーターズを設立し、イラストレーターの地位を向上させた。

### 1914-1945年

ジェームズ・モンゴメリー・フラッグ「I Want You」、1917年アメリカの兵士募集ポスター

20世紀は「デザインの世紀」とも呼ばれ、大量生産と社会の大衆化に伴い商品の差別化のためのデザインが重要となり、デザインの絵画的要素としてのイラストレーションも発達を見た。アール・ヌーヴォー、アール・デコ、あるいはキュビスムなどの美術潮流や、バウハウスのようなデザイン潮流などがイラストレーションに流入し混ざり合い、近代的なイラストレーションが成立してゆく。また両大戦を通じ政治的なプロパガンダにイラストレーションが用いらるようになったのもこの時代であった。
シカゴの美術学生であったサンティアゴ・マルティネス・デルガドによってラテンアメリカに一つの運動が引き起こされた。デルガドは1930年代に『エスクァイア』誌で、その後コロンビアにて『ヴィダ』誌で活動した。フランク・ロイド・ライトの弟子である彼のイラストレーションはアール・デコ様式の影響を受けていた。
同じく1930年代には表現主義の影響がイギリスのフリーイラストレーターであったアーサー・ラッグの仕事に見出される。ラッグはステンシルの技法で得られたプロパガンダのポスターで用いられるようなフォルムを様式化した。ラッグの様式化されたモノトーンな輪郭は政治的なポスターに使われるような木版印刷を彷彿とさせるものであったが、この時代の写真的な手段で原画を印刷版に転写する技術はラッグに全ての作品をペンとインクで制作することを可能にする域に達していた。
合衆国ではサタデー・イブニング・ポスト誌の表紙イラストで中流アメリカ人の生活を騒がせたJ・C・ライエンデッカー、ジェームズ・モンゴメリー・フラッグ、ノーマン・ロックウェルらの名前を雑誌出版界が強く印象付けた。

### 1945年から今日まで
印刷技術がさらに発達し、グラビア印刷により写真が容易に印刷できるようになった20世紀後半になるとメディアは徐々に手描きのイラストレーションを見捨てるようになり、イラストレーションは写真を補完する形で個性化が進んでいった。イラストレーターたちは広告、児童書、科学書、ディスクジャケット、それから政治や社会の「風刺画」を主とした新聞雑誌の図版といった領域で活動を続けている。ラルフ・ステッドマン、トミー・アンゲラー、ダニエル・マジャ、ローラン・トポールなどなど、数多くの個性が新聞雑誌、文学の挿絵、児童文学などのさまざまな領域で頭角を現している。美術出版社はアンリ・マティス、レイモン・モレッティ、パブロ・ピカソといった高名な画家に頼るようになった。一例としてピカソはスキラ社が出版するオウィディウスの『変身譚』のために挿絵を描いた。
第二次世界大戦で本土に被害を受けなかった合衆国の1950年代はノーマン・ロックウェル、ハリー・アンダーソン、ボリス・アルツィバーシェフ、チャールズ・ケリンズらによる第2の黄金時代を迎え、1960年代前半までは雑誌広告や漫画などを中心にメディアでのイラストレーションの活躍が見られた。イラストレーションは主に出版とコミュニケーションの領域で、絵画の潮流に追随する形で存続したが、時にはアンディ・ウォーホルやロイ・リキテンスタイン（両者とも商業イラストレーターとして働いていた）のポップアート作品のように絵画の潮流を先取りし導いたこともあった。この時代には、広告が巨大産業となってゆくのに伴いグラフィックデザインの分業化が進み、イラストレーターも独立した職業となっていった一方で、商業の中の部品への後退も見られた。
フランス1970年代の出版界で、グループ「バズーカ」の若いグラフィックデザイナーたちがロシア構成主義や漫画の影響を受け、写真やタイポグラフィと戯れるコラージュからなる大胆で革新的なスタイルを打ち出した。1980年代にはノーマン・ロックウェルの再発見を通じて、写真モンタージュの模写・演出を主に利用し、（コンピュータに取って代わられるまでは）エアブラシを多用した「ハイパーリアリズム」の傾向が見られた。

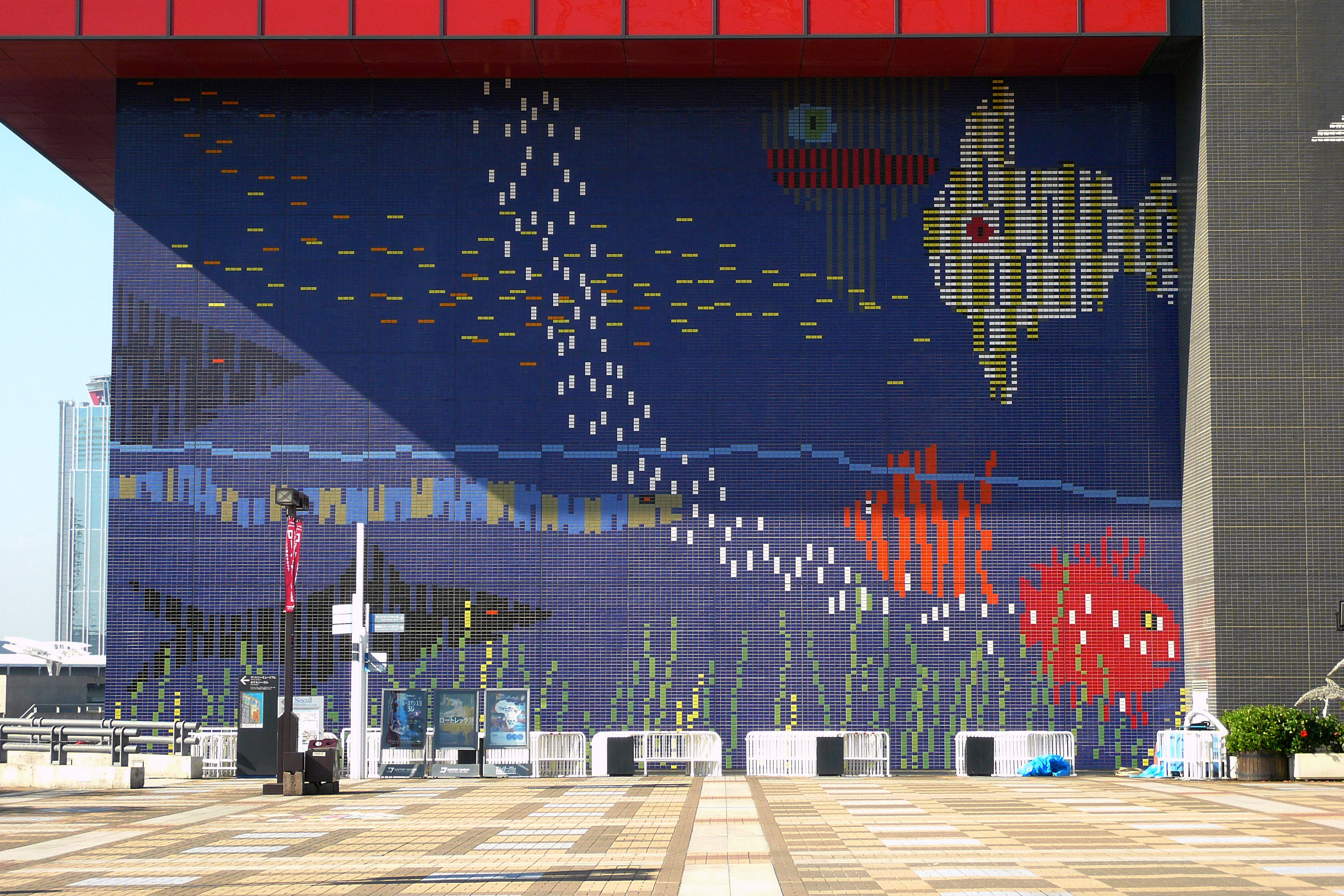
アイヴァン・チャマイエフ、大阪「海遊館」壁画（一部。1991年）

1980-1990年代には、テレビジョンのような視聴覚メディアがタブレットを使用して生で番組の主題を戯画化したり図解したりといった形で時折イラストレーターの助けを借りるのが見られた。このタイプの高度な即興と早描きの能力を要求するイラストレーションはシンポジウムや会議やセミナーやその他のイベントなどでも用いられることがあった。
20世紀末以降も、イラストレーションの伝統的な技法は教えられ利用され続けている（美術学校、応用美術、グラフィック・アート……）。イラストレーションの添えられた出版物（児童書、雑誌、教育書、百科事典……）は増加を続けている。手描きのイラストレーションは専門誌（コンピュータ誌や女性誌など）で人気を取り戻しており、若年層向けの雑誌や書籍でも急速に数を増やしている。今日では、書籍・雑誌・ポスターなどで使用されたイラストレーションの原画を蒐集し眺めることへの関心が高まりつつあり、数多くの美術館・美術雑誌・画廊が、昔のイラストレーターたちのためにスペースを割いている。アートブックやイラスト集などとしてイラストレーションそのものが商品となることも多い。
媒体の選択肢が広がり、ビジュアルデザインやインフォグラフィックなどの概念も発達し、空間・環境などの領域への進出も見られる。情報機器の発達によって可能になったコンピュータゲームやウェブサイトなどのようなマルチメディアやコンピュータグラフィックスのイラストレーションもまたますます存在感を増しつつある。浩瀚な紙の百科事典も今日ではマルチメディア版（CD-ROMやDVDとインターネットのハイパーリンク）が出ており、画像・図案・写真のコピーだけでなく、音声・合成映像・アニメーション・ビデオなどをも主題の図解に使用している。

## 日本のイラストレーション

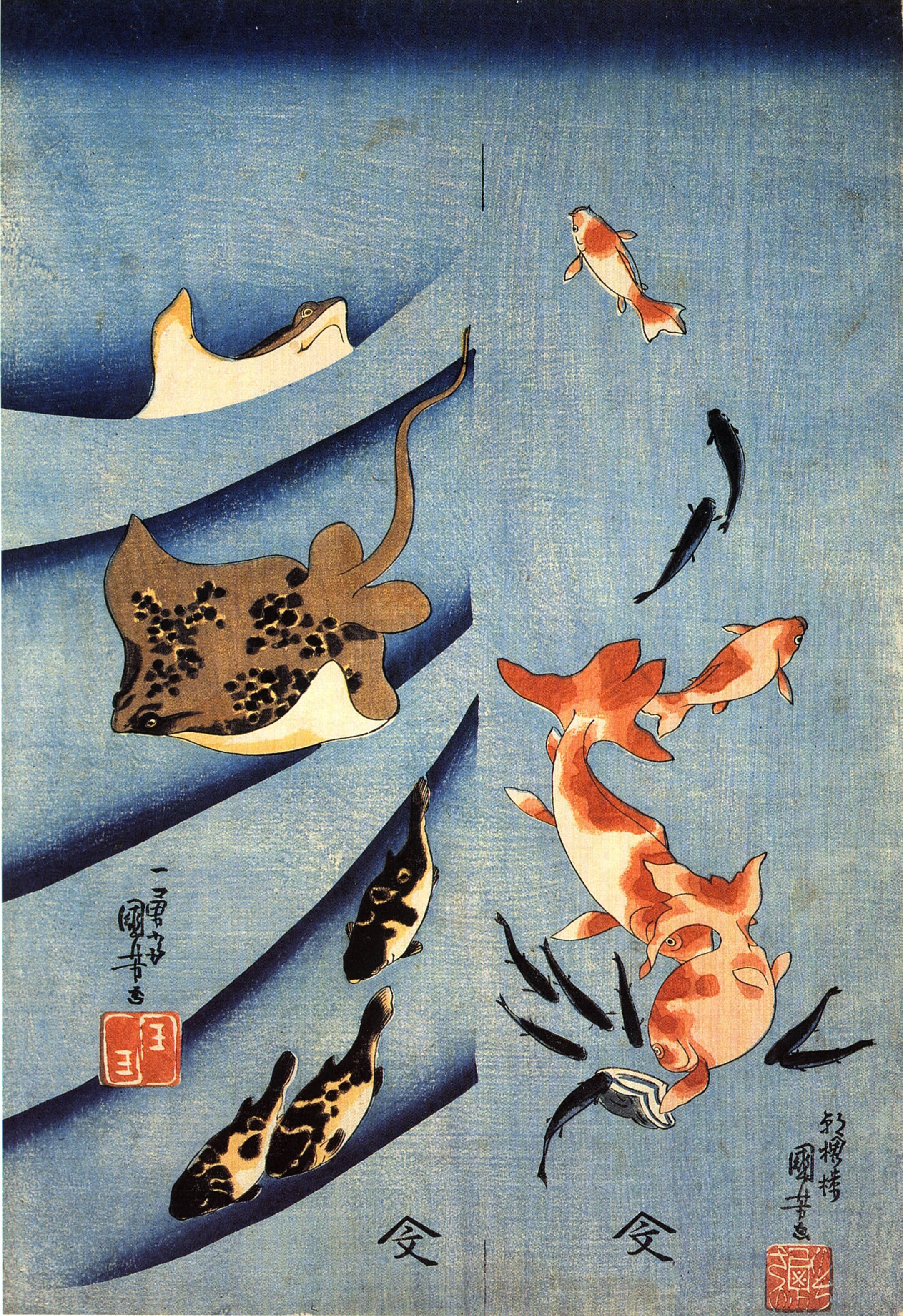
イラストレーション的側面をもつ浮世絵（歌川国芳 江戸時代後期）

王朝時代の絵巻物から西洋美術にもジャポニスムとして大きな影響を与えた江戸時代の浮世絵のような版画メディアまで、日本は独自の図説文化を有していた。明治以降、挿絵は基本的に画家が担っていた。この時期の重要な挿絵画家には木村荘八や小村雪岱などがいる。
日露戦争以降の商工業の成長と石版印刷の技術向上により広告ポスターが隆盛し、西洋イラストレーションの影響を受け変容が進んでいった。
分野としての「イラストレーション」という呼び名が日本に定着したのは戦後になってからである。
1951年に発足した日本宣伝美術会（日宣美）の公募展がデザイナーの登竜門となり、出品作のほとんどにはイラストレーションが用いられた。この時期に早川良雄、粟津潔、灘本唯人らがイラストレーションの土壌を作った。また福音館書店を始めとする児童書の出版社により今日のような絵本が成立したのも1950年代半ばであった。
1960年代にはグラフィックデザイナーとイラストレーターの分業化が始まり、
1964年には日宣美の会員たちが東京イラストレーターズ・クラブを結成する。同クラブは「現代をイメージによって証言し　そのコスモスの拡大を意識の根底として　創造的形象化をめざす　イラストレーターの集団」とのマニフェストを掲げイラストレーションとイラストレーターの存在を世に広めた。宇野亜喜良、和田誠、横尾忠則（横尾は後に「画家宣言」をすることになる）らが活躍して一大ブームを形成し、イラストレーションの市民権を獲得することに成功した。
「挿絵」という言葉より後に出来たことや、紙媒体での挿絵の需要が写真に置き換えられて行く時期であったこともあり、そこには文章に従属した挿絵というニュアンスを超えて、独立した美術表現としてのイラストレーションという分野の確立が打ち出されていた。当時グラフィックデザイナーもしくは漫画家などを兼任していたイラストレーターが独立した職業となるのは1970年代以降であり、分業化されて拡大した日本のデザイン業界と、高度経済成長などの経済力に支えられたマスメディアがその背景にある。
1980年代には美術の抽象化や非絵画化が進行したこともあり、湯村輝彦のヘタうまが社会現象化するなど、手近に触れられる楽しい絵画的表現としてイラストレーションが広く受け入れられ、才能が流入し多様化した。一方で、1982年には横尾忠則が「画家宣言」を行うなど、濫造されポップに消費されるイラストレーションに飽き足らず逆に美術の側へと越境する動きも見られ、イラストレーションという概念の曖昧化が進行した。
1990年代にはこうした状況に加え、成長を続けていた日本経済の転換や、メディアの多様化なども手伝い、1992年には長らく権威的存在であった『年鑑日本のイラストレーション』が刊行を停止し、登竜門も『イラストレーション』誌のコンペティション「ザ・チョイス」を残すのみになるなど、活動領域の拡大の一方で表現としてのイラストレーション像は拡散と流動化が進んでいる。

## デジタル時代のイラストレーション
1990年代から、伝統的な媒体・画材に並んでコンピュータのグラフィックソフトウェアやコンピュータに直接描画するタブレットがイラストレーションに用いられ始めた。
イラストレーターたちはデジタルツールを、発表する作品を手っ取り早く調整・編集・送付する手段として用いるようになってきている。編集者の求めに応じ、人物を取り替えたり、建物を右から左に動かしたりといったことが、元々の作品に実際の変更を一切行うことなく可能である。スピードが重要となる業種ではコンピュータは不可欠なものとなっていることも多い一方で、無個性な仕上がりになりやすく個性を活かすのは難しいとも言われる。
表現としては、当初は3Dなどの新奇なものとして使用されたが、技術の発展に伴い自然な表現も可能となり、アナログで描いてデジタルで仕上げ、もしくはデジタルで下絵を作成・出力しアナログで仕上げるなど画材の1つとして使われるようになってきている。

## テクニカルイラストレーション

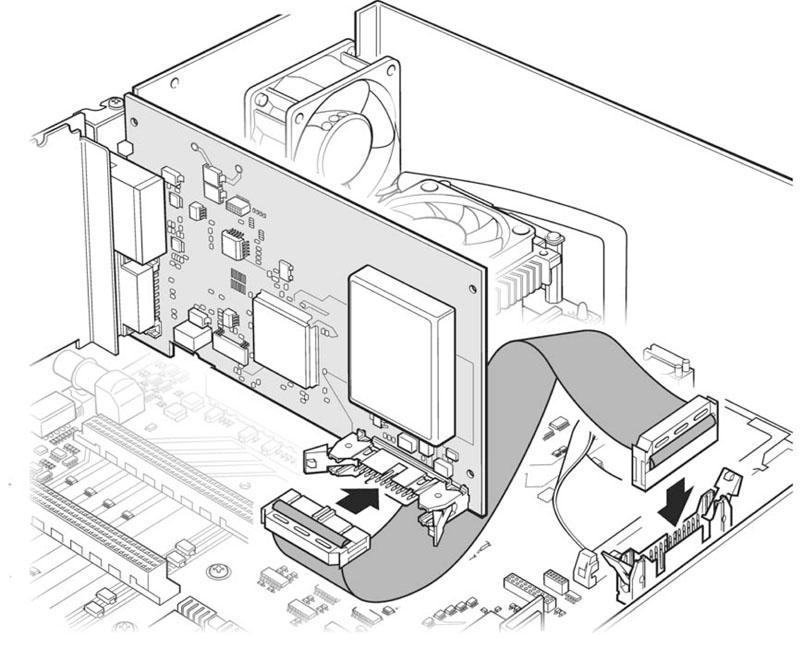
拡張カードの接続法を図解したテクニカルイラストレーション

テクニカルイラストレーションは技術的性質の情報を視覚的に伝達するイラストレーションの用法である。部品の図面やダイアグラムといったものも含む。
テクニカルイラストレーションの目的は視覚的な経路を通じて人間の観察者に何らかの情報を効率的に伝達できる表現力のあるイメージを作成することであり、大なり小なり非専門の閲覧者に向けてこうした事項を記述・説明することが主目的となる。視覚イメージは、閲覧者の興味と理解を引き出すために大きさや比率に関しては正確でなくてはならず、対象物が何であるか・何をしているかの全体的な印象を提供するものである必要がある。

## メディカルイラストレーション
メディカルイラストレーションとは、手術・手技や、病態を図や模式図などで表した医療のための絵画ないし模型などのこと。学問領域を示す「○○学」のような用語がまだ存在しない。
メディカルイラストレーションを手がける専門の画家は「メディカルイラストレーター」と呼ばれ、厳密には20世紀初頭のアメリカ、ジョンズ・ホプキンス大学で生まれた。
関連団体として「日本メディカルイラストレーション学会」が存在する。

## イラストレーションの歴史ギャラリー

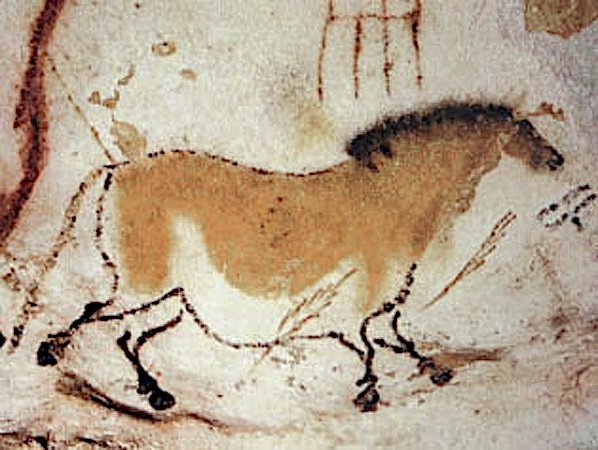
ラスコー洞窟の洞窟壁画（後期旧石器時代）。人類最初期の広義でのイラストレーション（カテゴリ）
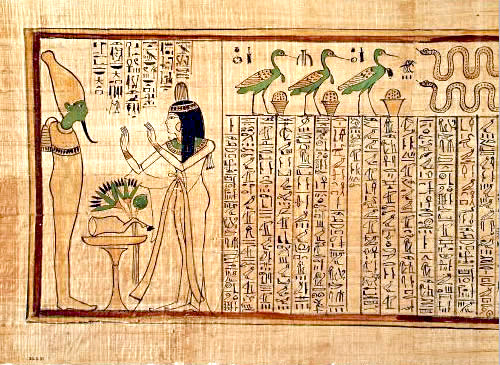
古代エジプトのパピルス『死者の書』（BC14世紀）は最初期の挿絵の例（カテゴリ）
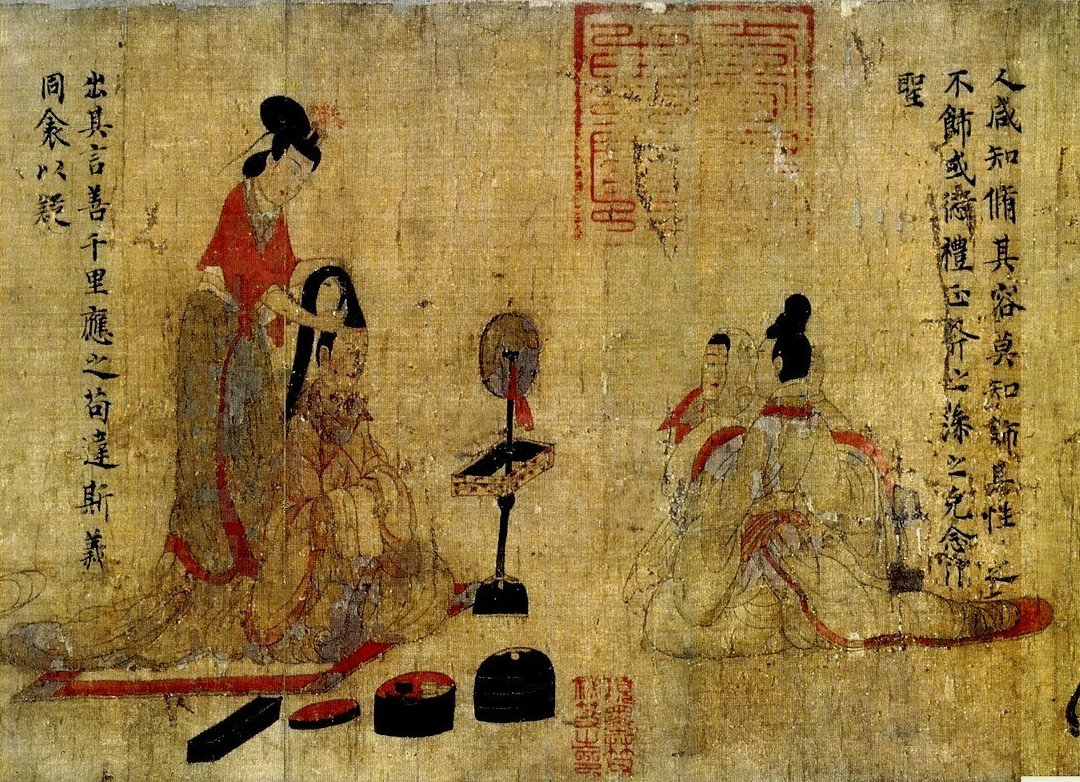
顧愷之（344年？ - 405年？）『女史箴図』。宮廷の9つの物語を図解している（カテゴリ）
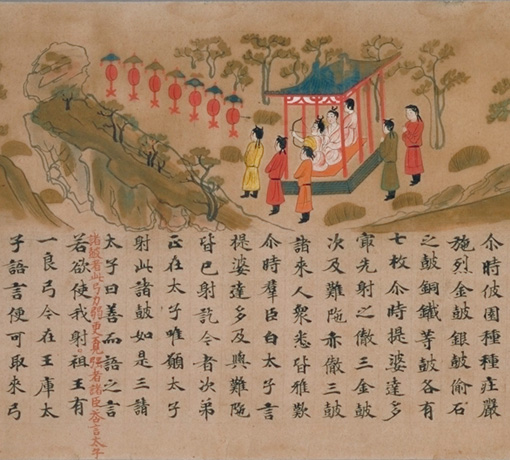
日本の『絵因果経』（8世紀）。経文とその図説。絵巻物の起源（カテゴリ）
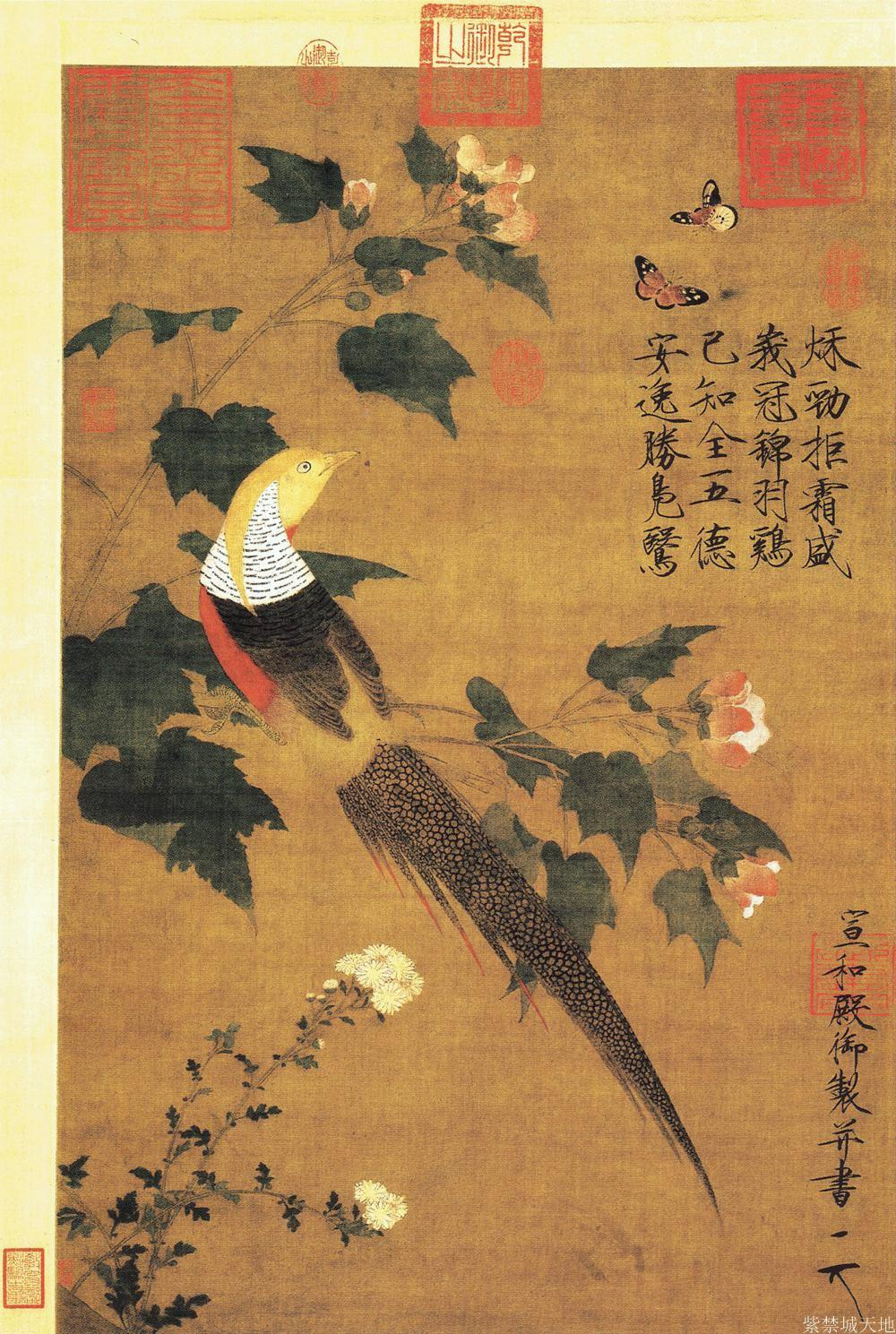
徽宗『芙蓉錦鶏図』（12世紀）。花鳥を描いた院体画で、漢詩が添えられている（カテゴリ）
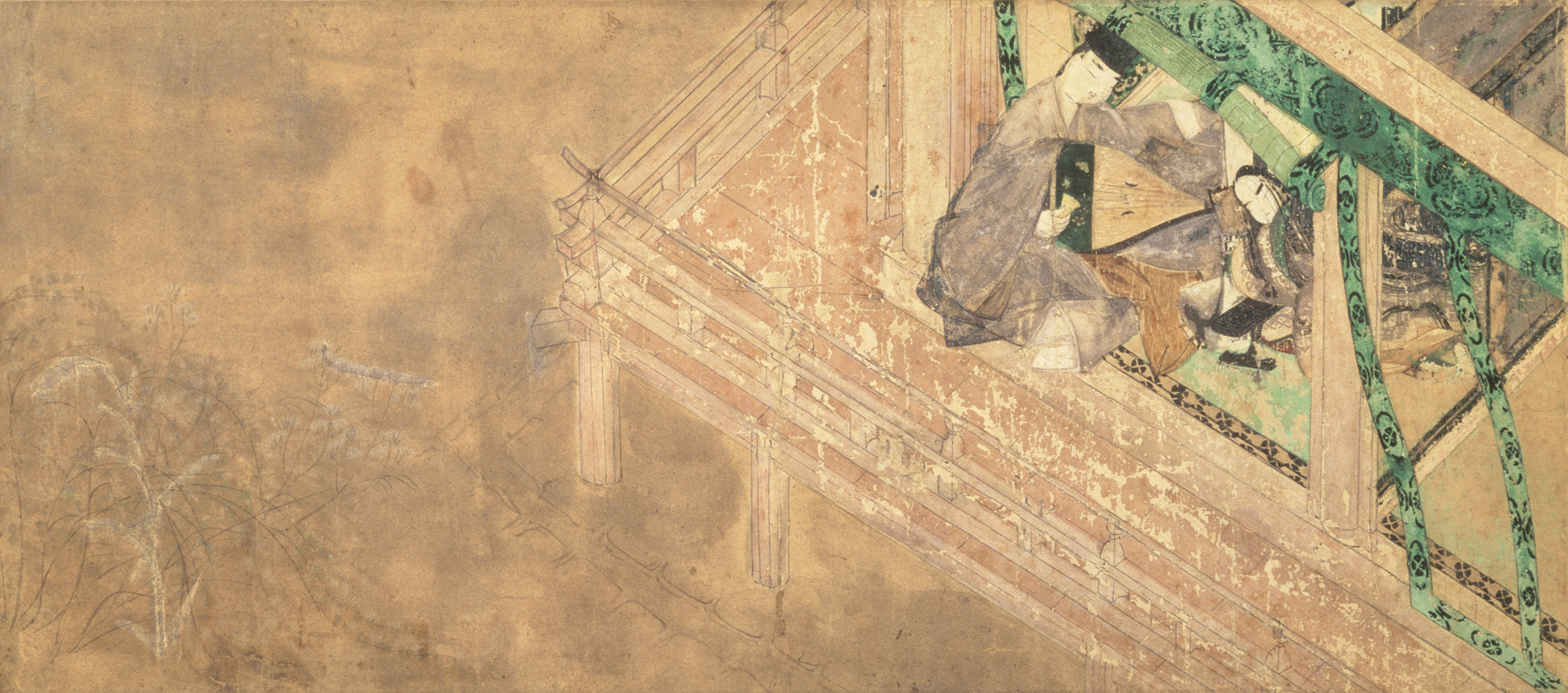
『源氏物語絵巻』より宿木（12世紀）。見渡しやすいクオータービューを採用し表現性と説明性を両立（カテゴリ）
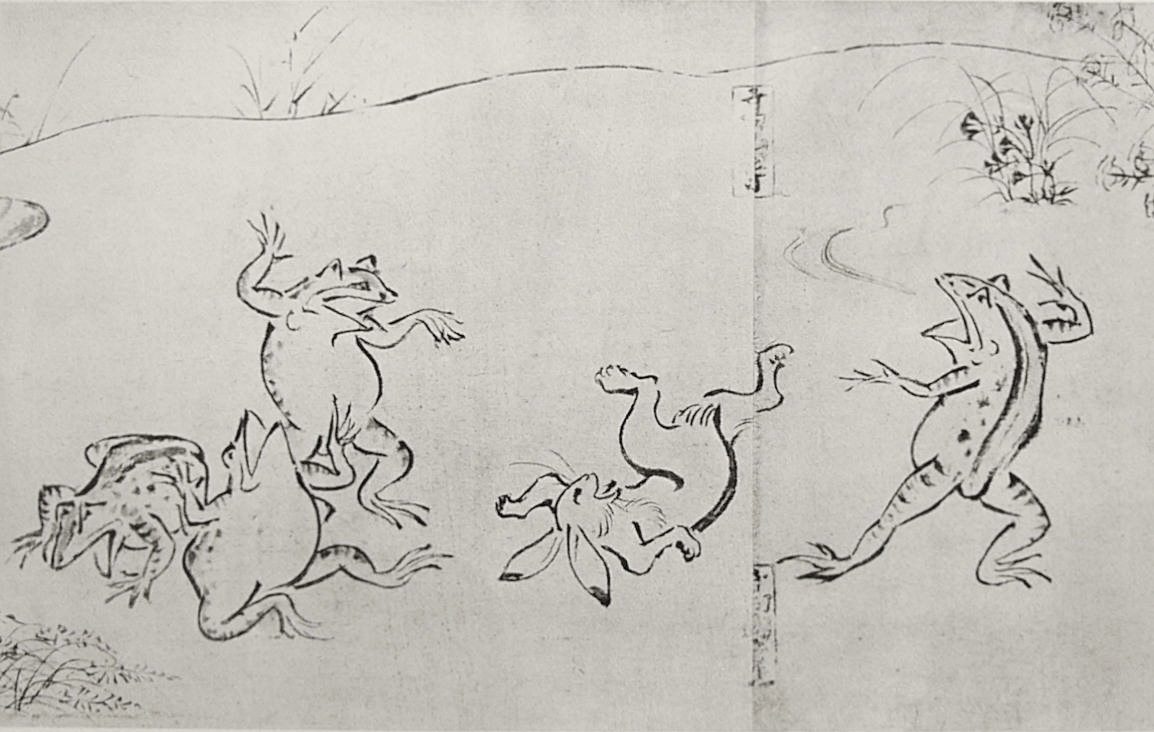
『鳥獣戯画』（12-13世紀）。漫画の始祖ともされる風刺イラスト絵巻（カテゴリ）
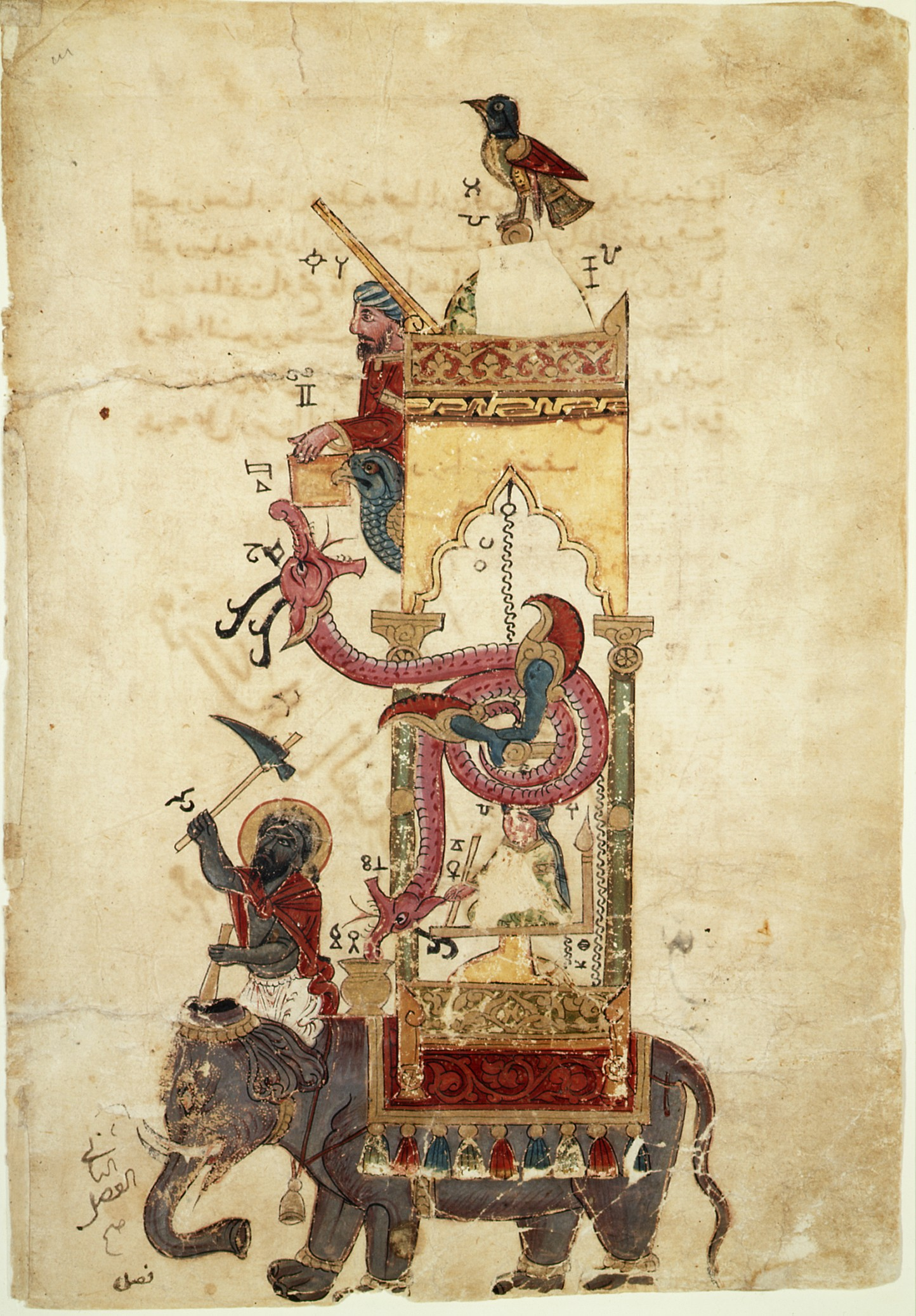
シリアのからくり時計の図解（1315年）。イスラームでは科学を出発点に写本芸術が発展した
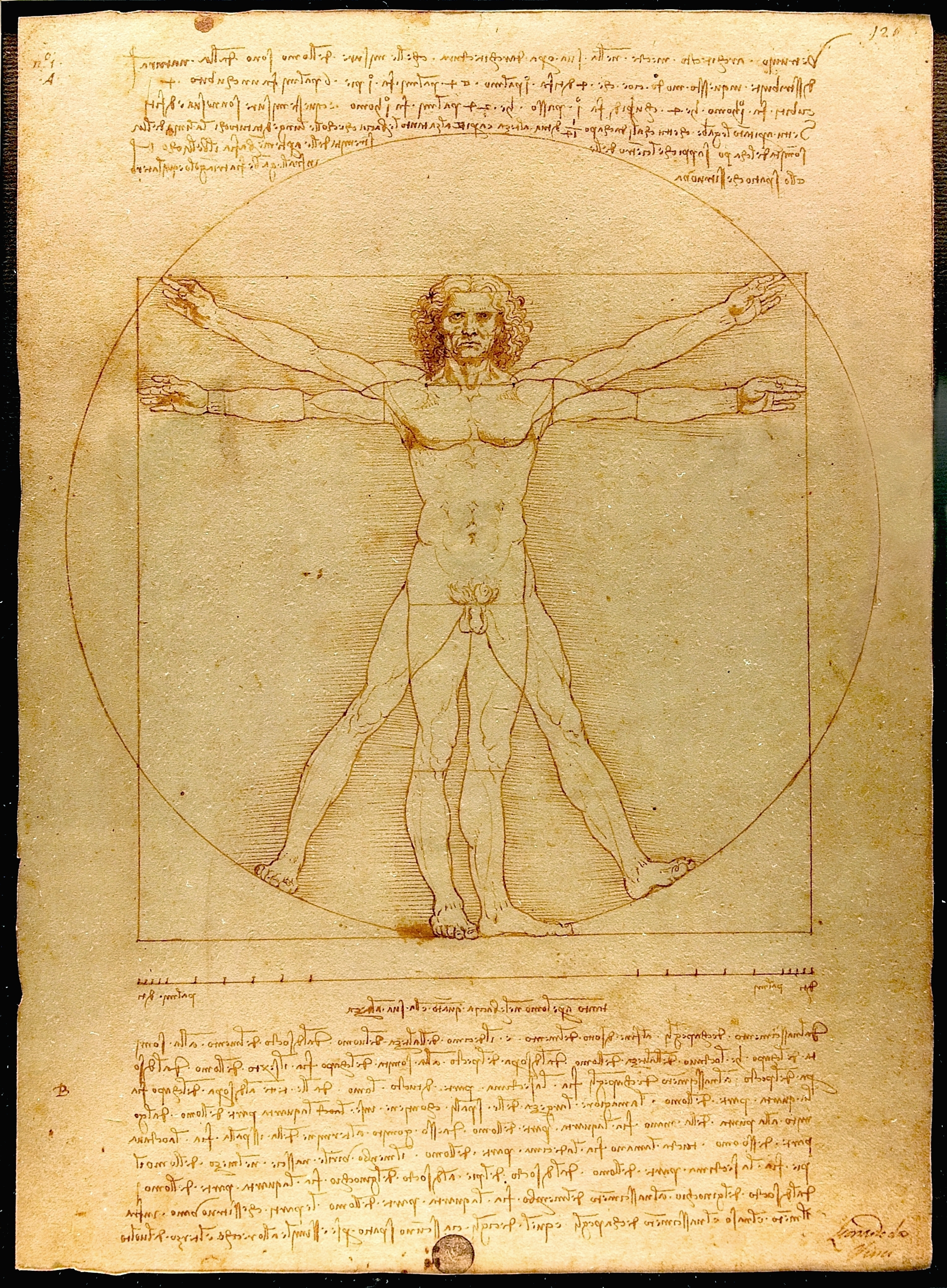
レオナルド・ダ・ヴィンチ『ウィトルウィウス的人体図』（1485年 - 1490年頃）。手描きの解剖学的挿絵。ルネサンス期の芸術と科学の融合（カテゴリ）
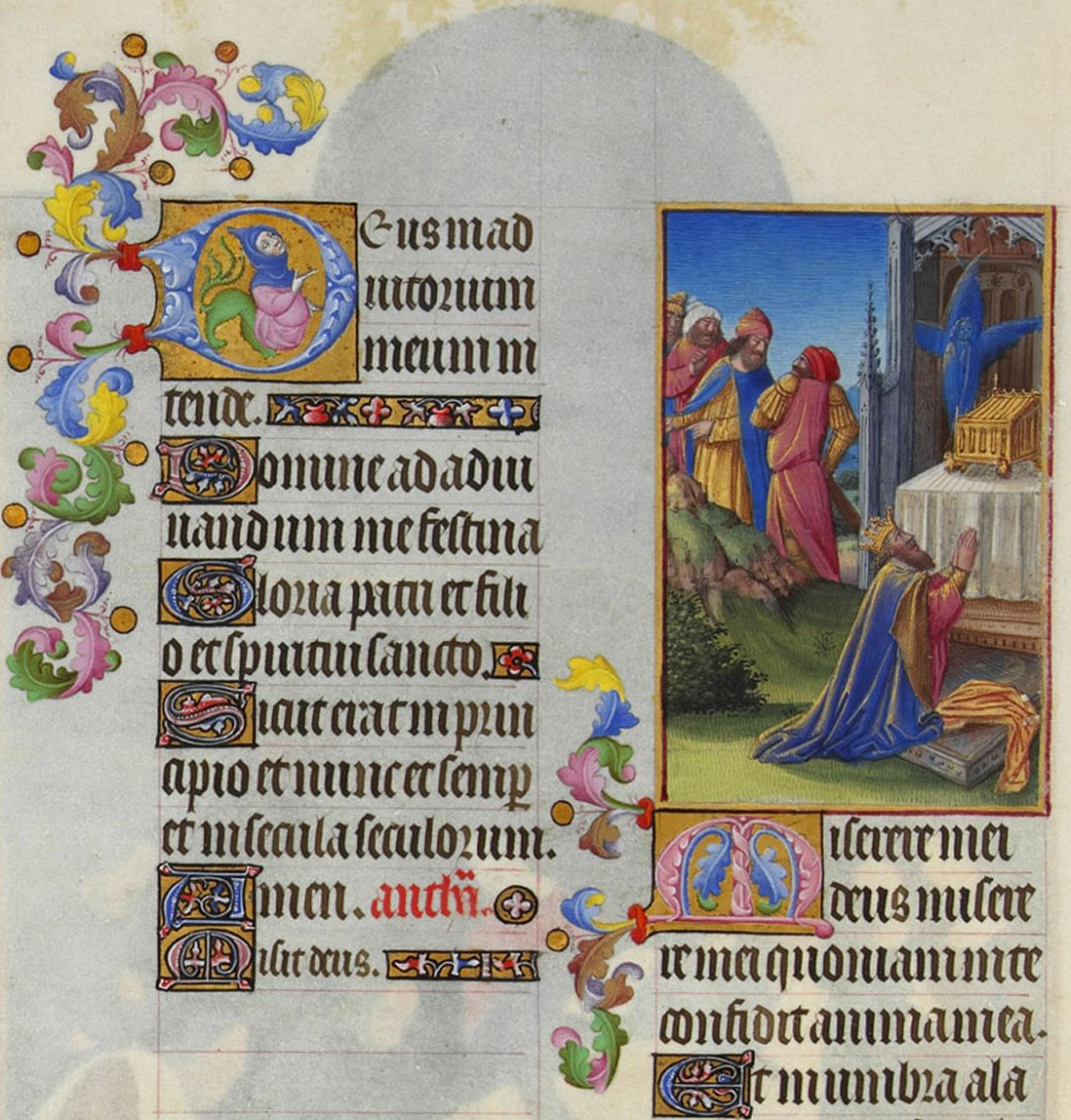
彩色装飾写本『ベリー公のいとも豪華なる時祷書』（15世紀末）。祈りの言葉を図説。一冊単位で制作される極めて高価なものであった（カテゴリ）
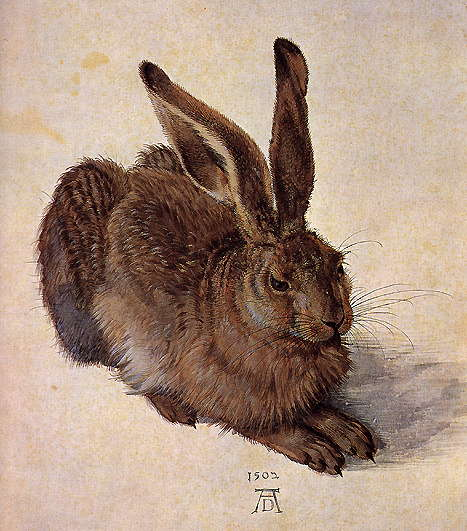
アルブレヒト・デューラー『子兎』（1502年）。自然物を克明に描いた博物画は博物学で重要な役割を担った（カテゴリ）
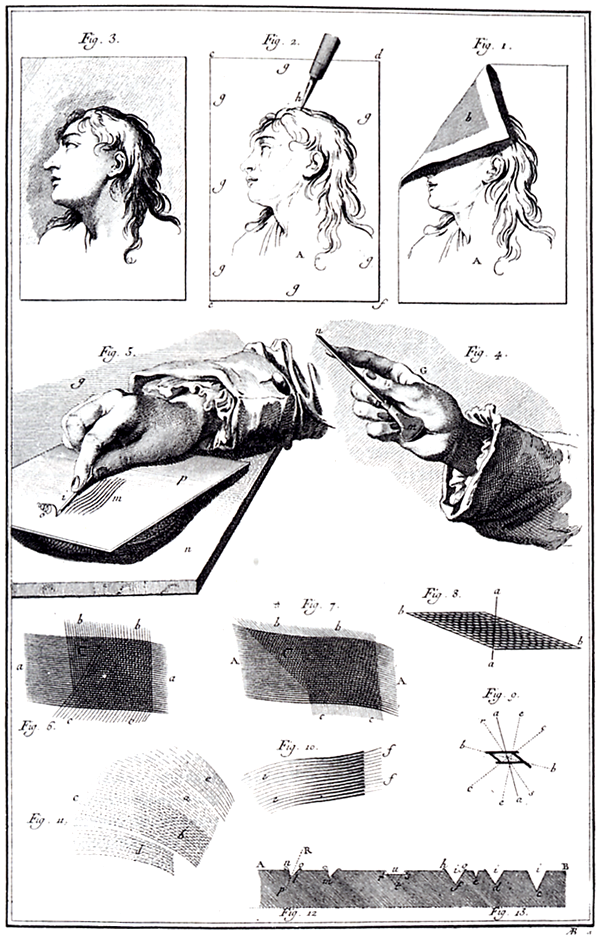
『百科全書』（1751年 - 1772年）は印刷術の発達と、知識を広める啓蒙思想から大量の挿絵を採用した。啓蒙思想は仏語でLumières「光」であり、illustrationと同語源（カテゴリ）
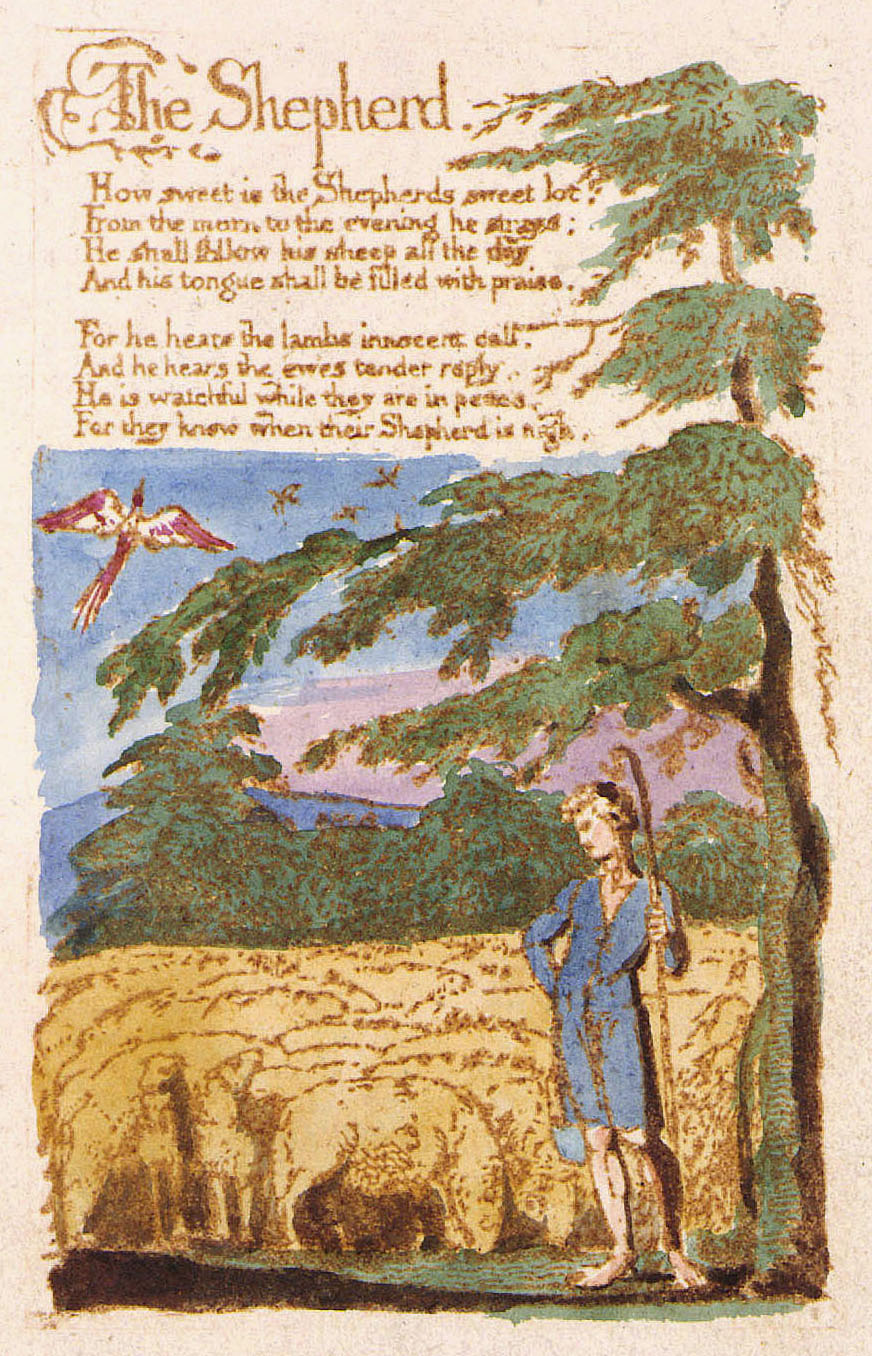
ウィリアム・ブレイク『無垢と経験のうた』（1789年）。詩人ブレイクは銅版画職人でもあり、エッチングにより自著を自作のイラストレーションで彩った（カテゴリ）
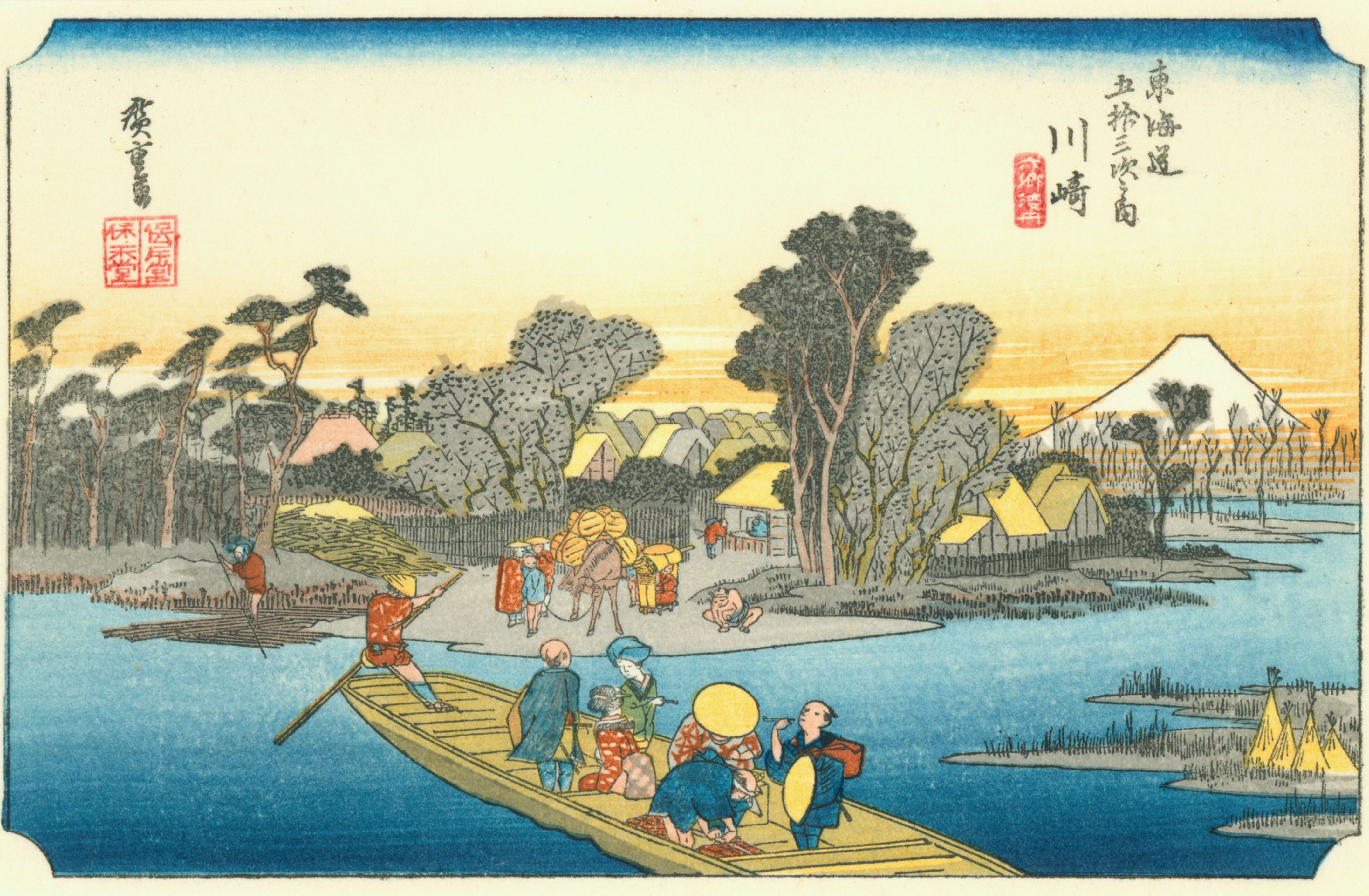
歌川広重『東海道五十三次』より川崎（1834年）。版画イラストによる観光名所案内。浮世絵はジャポニスムとして西洋イラストレーションにも影響（カテゴリ）
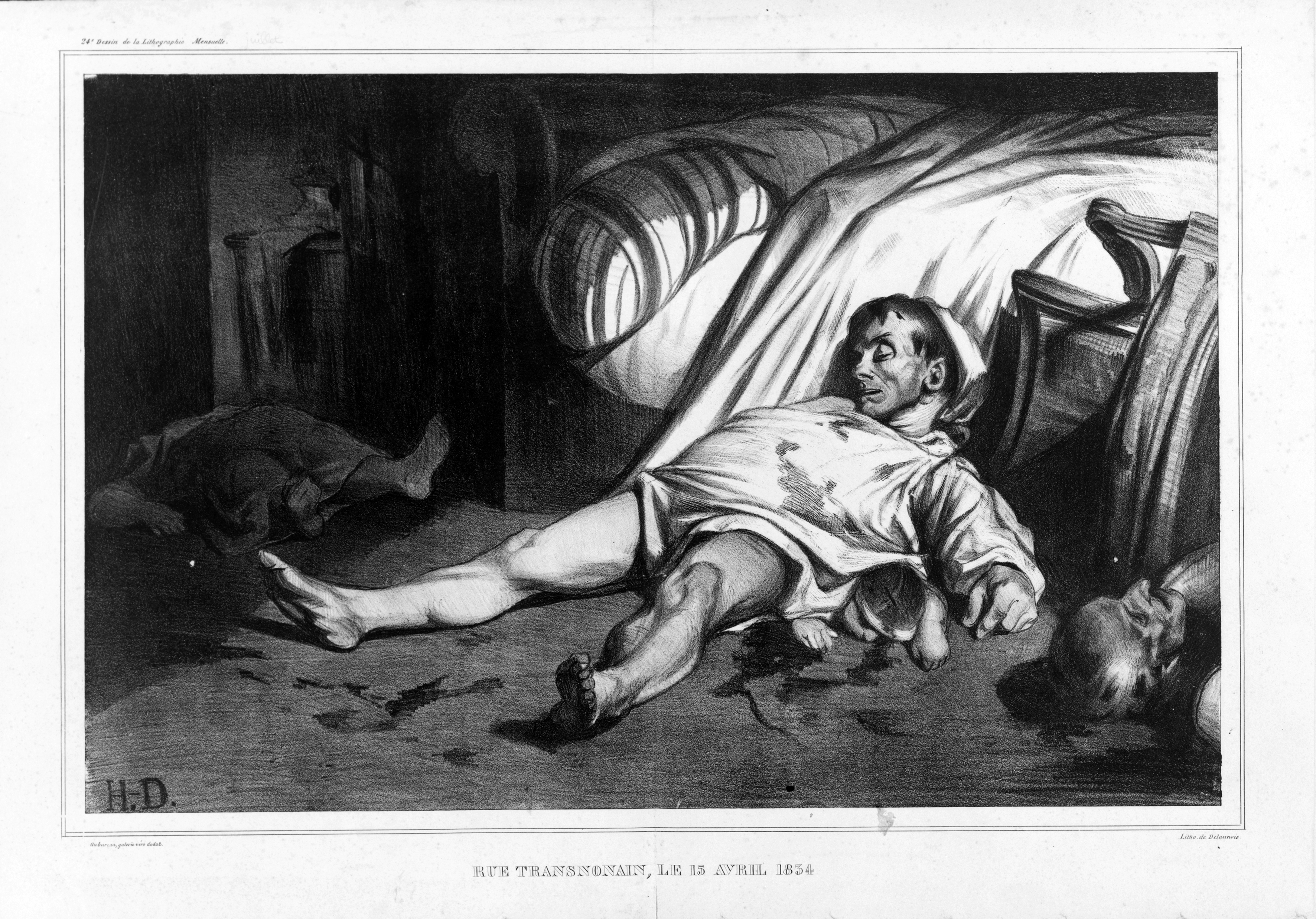
オノレ・ドーミエ『トランスノナン街、1834年4月15日』。殺人現場の報道。ジャーナリズムの普及にイラストレーションは大きく寄与した（カテゴリ）
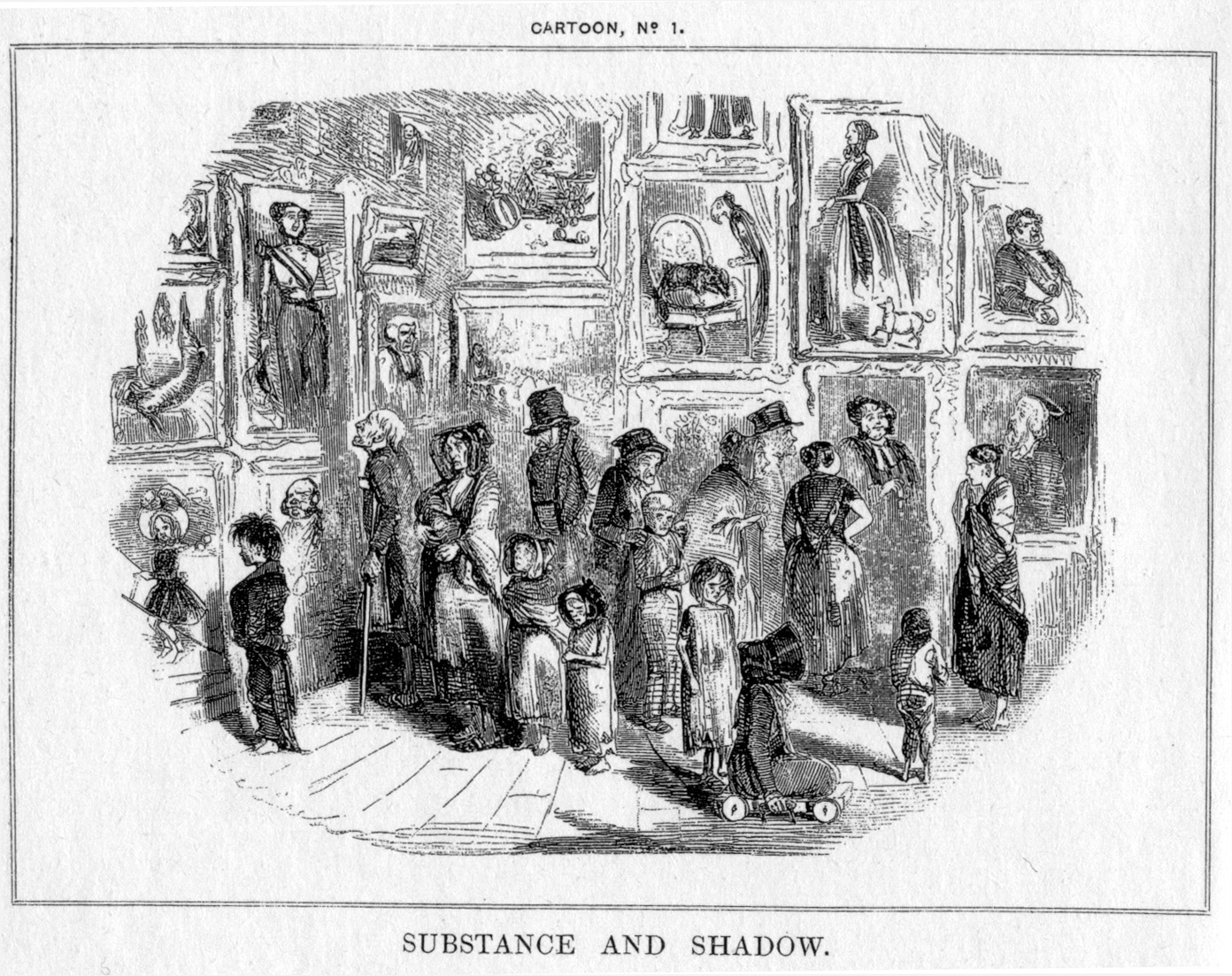
雑誌『パンチ』に1843年に掲載されたジョン・リーチのカートゥーン。風刺画をカートゥーンと呼んだ最初の例（カテゴリ）
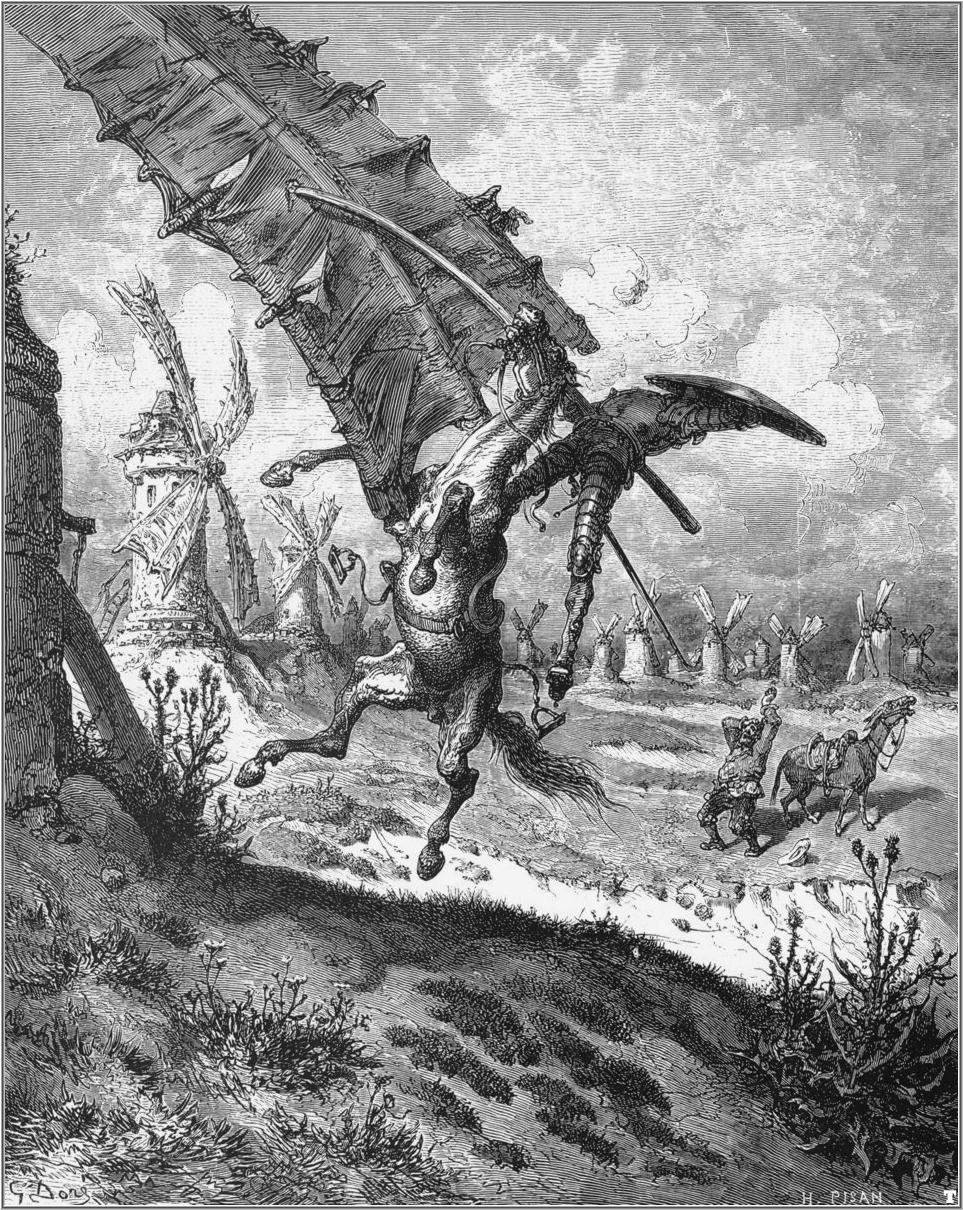
ギュスターヴ・ドレによる『ドン・キホーテ』の挿絵（1863年）。ドレは1万枚以上の作品を遺し、イラストレーションは黄金期を迎える（カテゴリ）
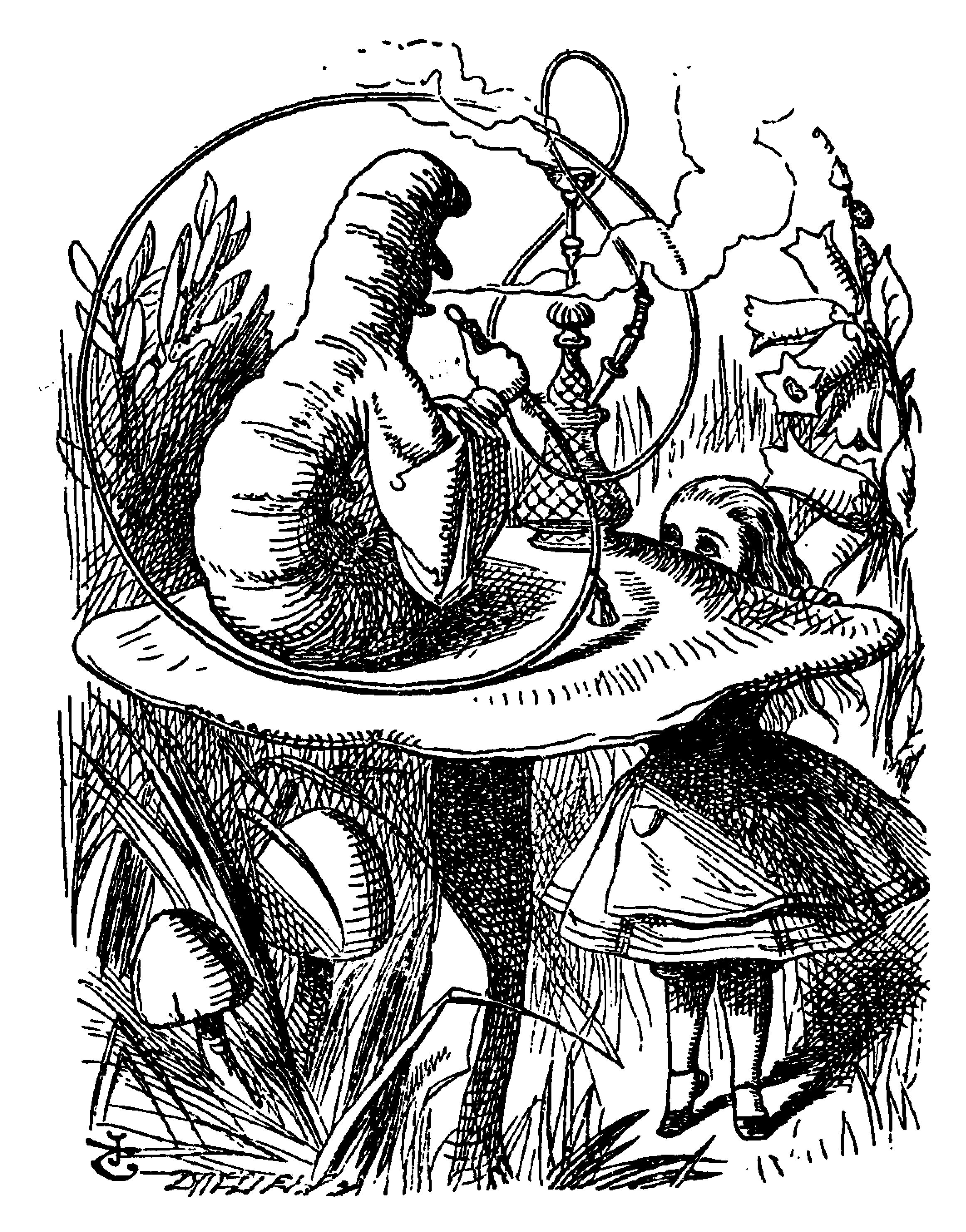
ジョン・テニエルによる『不思議の国のアリス』の挿絵（1865年）。物語本文と同等かそれ以上の影響を今日の読者にまで与えた（カテゴリ）
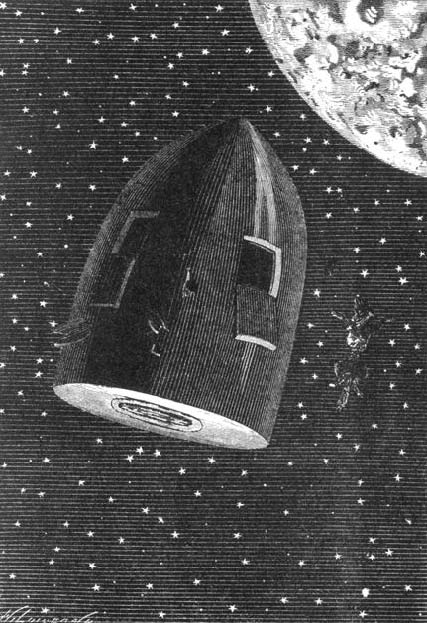
アンリ・ド・モントー画、フランソワ・パンヌマケ製版によるジュール・ヴェルヌ『月世界旅行』挿絵（1868年）。SFイラストの嚆矢（カテゴリ）
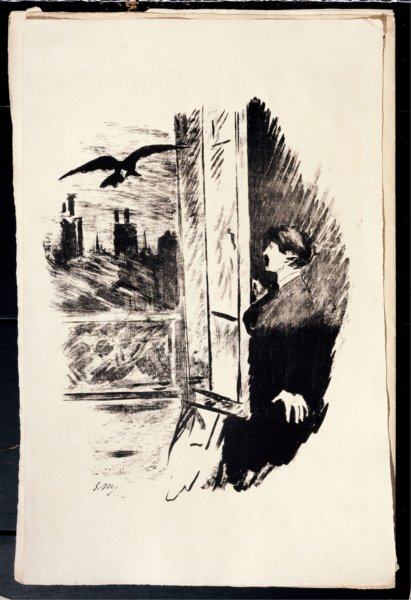
エドゥアール・マネによるエドガー・アラン・ポー『大鴉』挿絵（1875年）。高名な画家もイラストレーションを手がけた（カテゴリ）
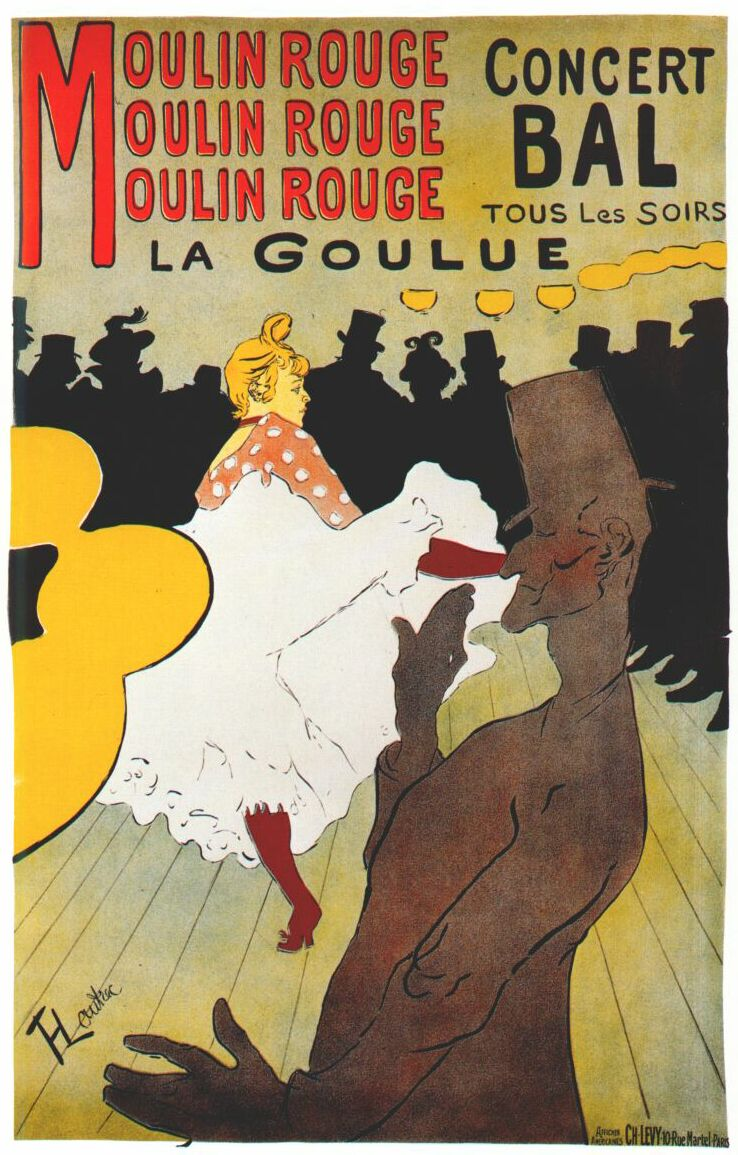
ロートレックによるムーラン・ルージュの宣伝ポスター（1891）。イラストレーションが広告に進出すると共に美術にも影響を与え始める（カテゴリ）
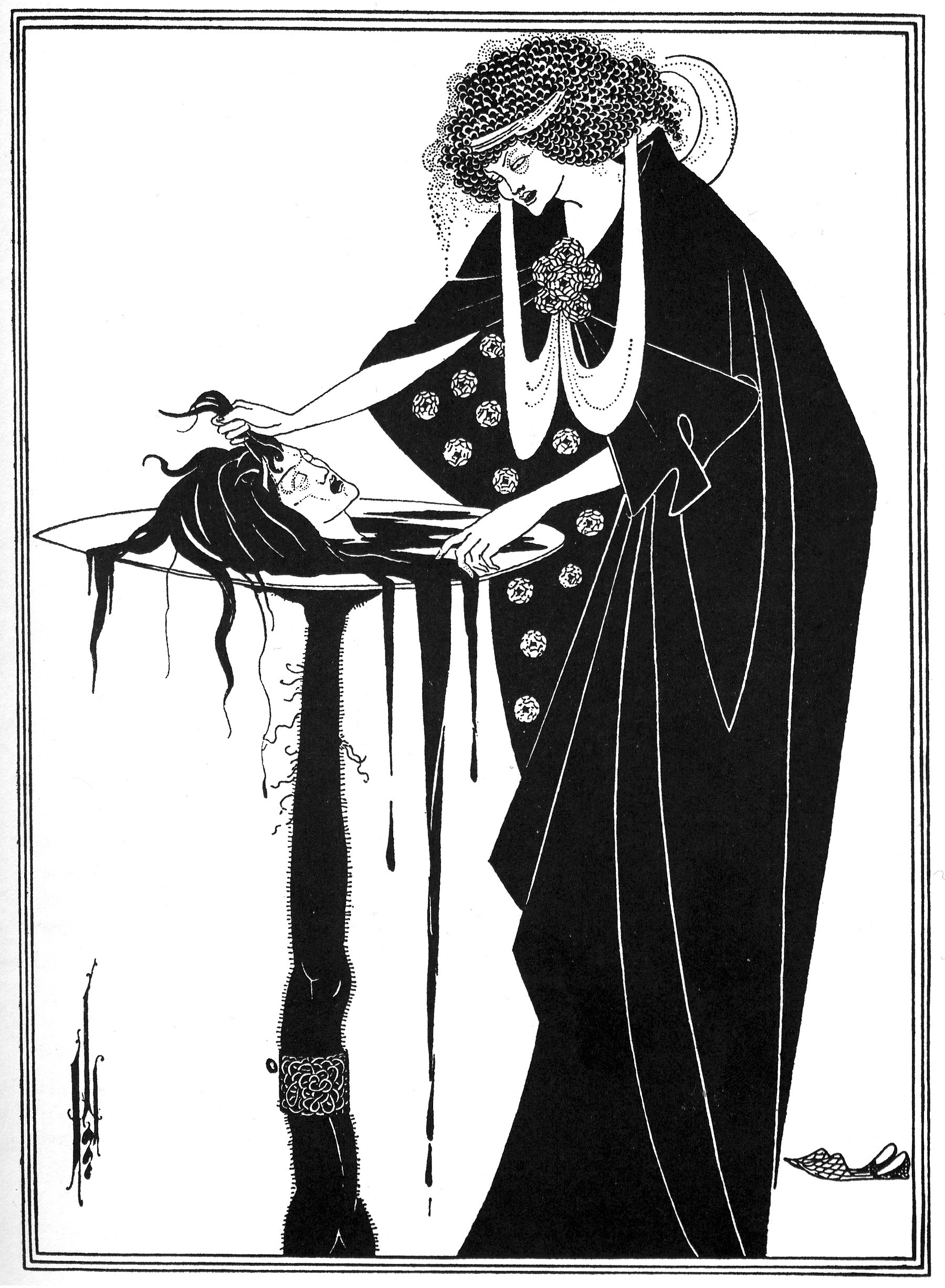
オーブリー・ビアズリーによるオスカー・ワイルド『サロメ』挿絵（1894年）。世紀末を代表する頽廃性と鋭い白黒（カテゴリ）
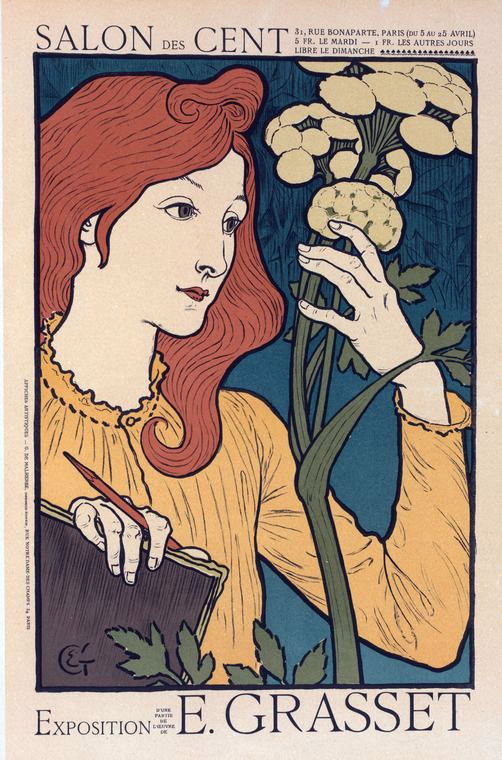
ウジェーヌ・グラッセによるポスター（1898年？）。アール・ヌーヴォーの先駆者として知られるグラフィックデザイナー（カテゴリ）
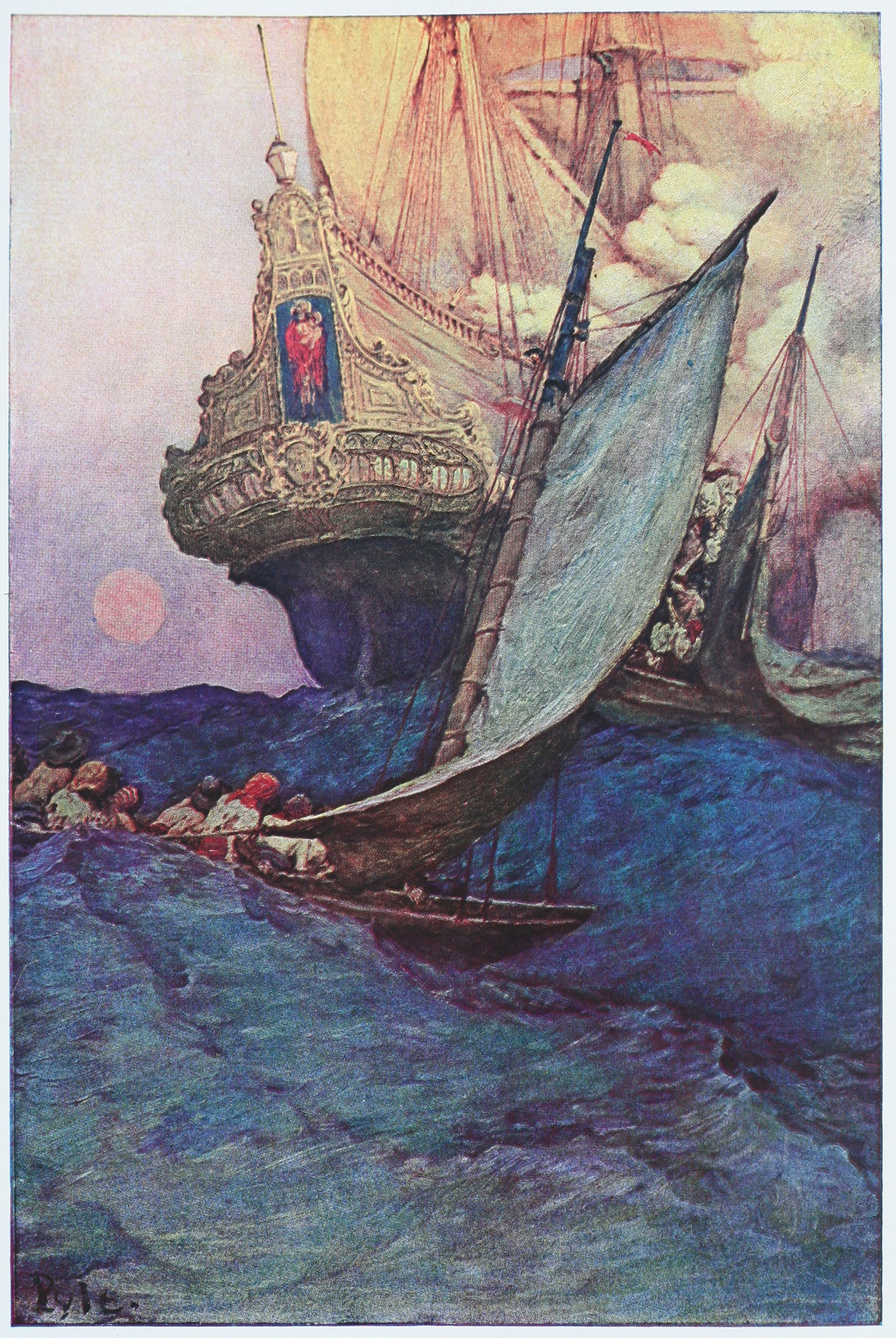
ハワード・パイル（1853年 - 1911年）の海賊イラスト。ブランデーワイン学校を設立し合衆国でのイラストレーション黄金期を築いた（カテゴリ）
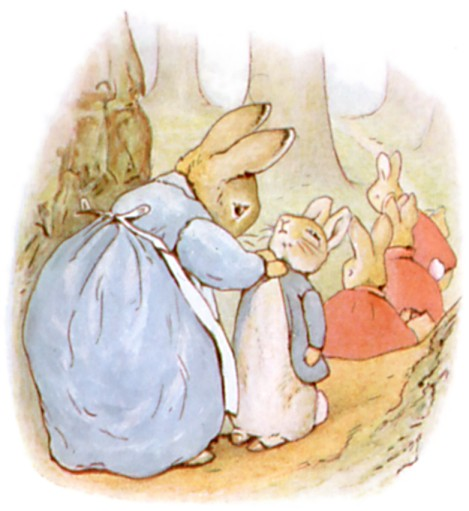
ビアトリクス・ポターの絵本『ピーターラビットのおはなし』（1902年）。動物の忠実な観察に基づき独自の優しいイラストレーションの世界を拓いた。
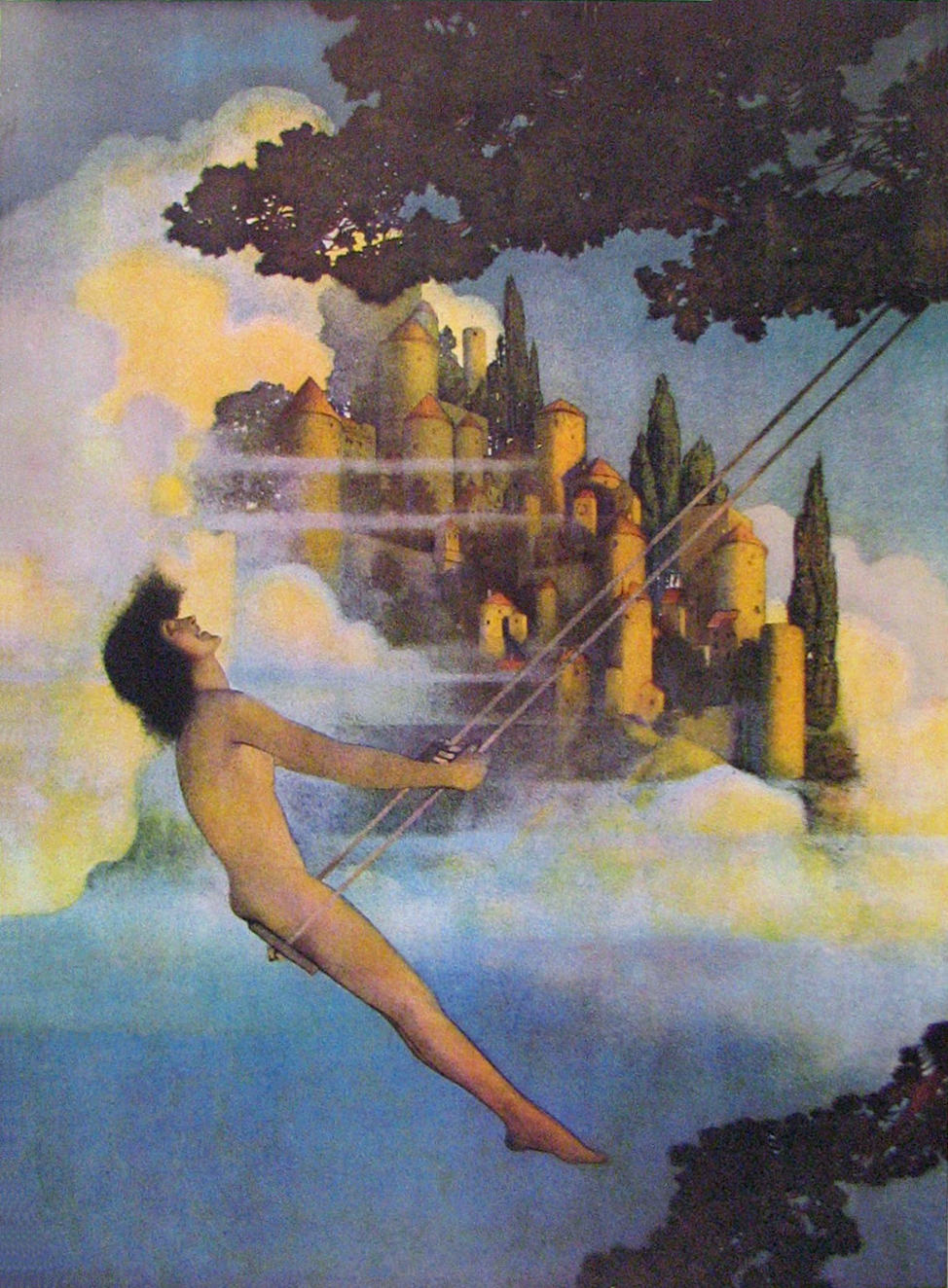
マックスフィールド・パリッシュによる『子どもを想う歌』挿絵（1904年）。特徴ある青は「パリッシュ・ブルー」と呼ばれる（カテゴリ）
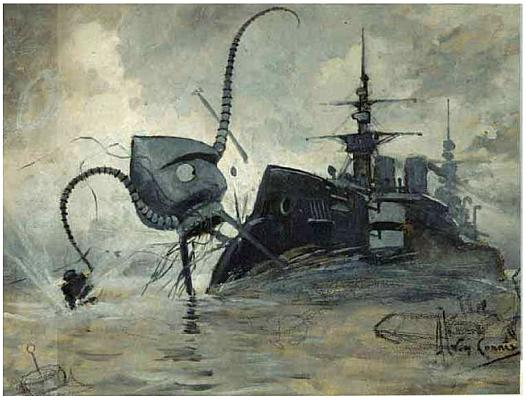
H.G.ウェルズ『宇宙戦争』のイラストレーション。エンリケ・アルヴィン・コレア画（1906年）。
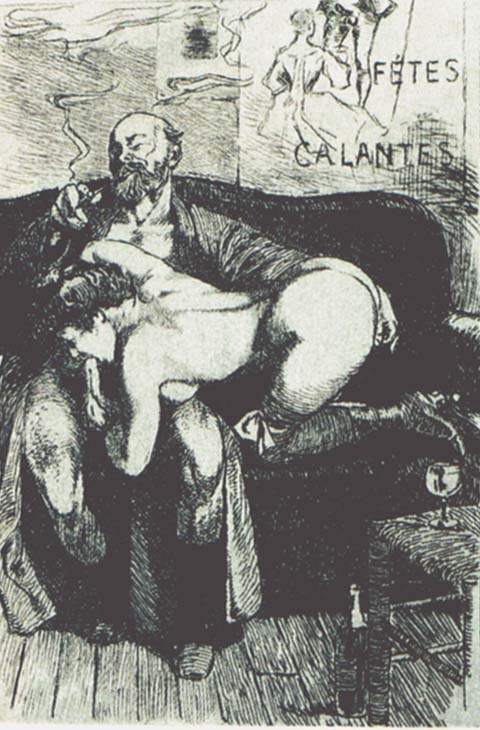
マルティン・ファン・メーレによるポール・ヴェルレーヌ『エロティックな3部作』挿絵（1907）。好色文学に欠かせぬ存在であった（カテゴリ）
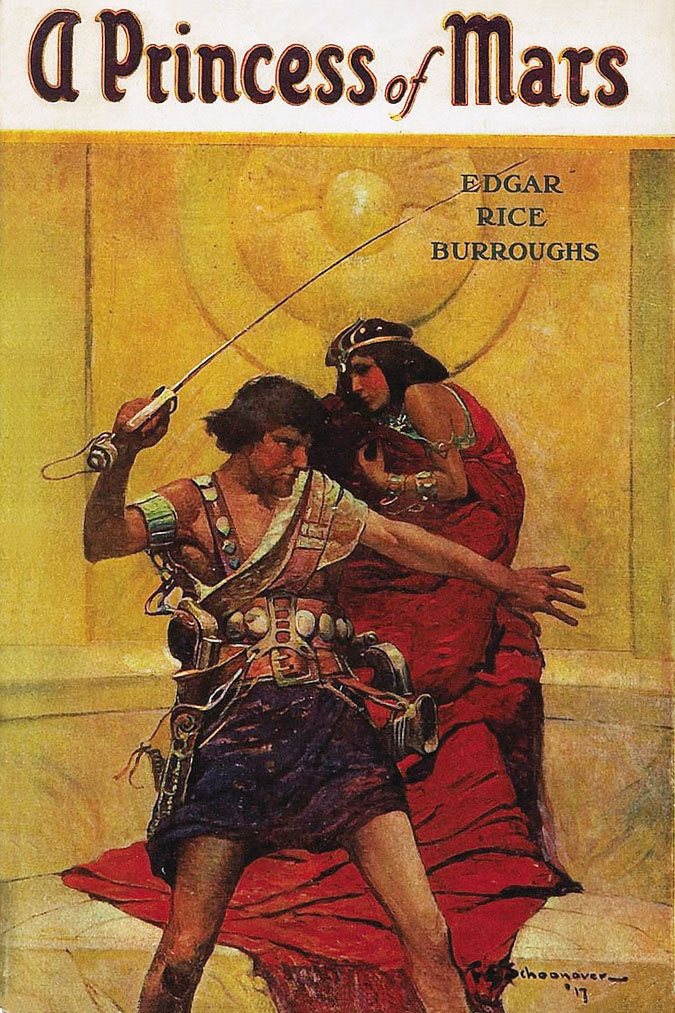
フランク・スクーノヴァによる『火星のプリンセス』表紙（1917年）。空想世界であるSFやファンタジーにイラストレーションが占める位置は大きい（カテゴリ）
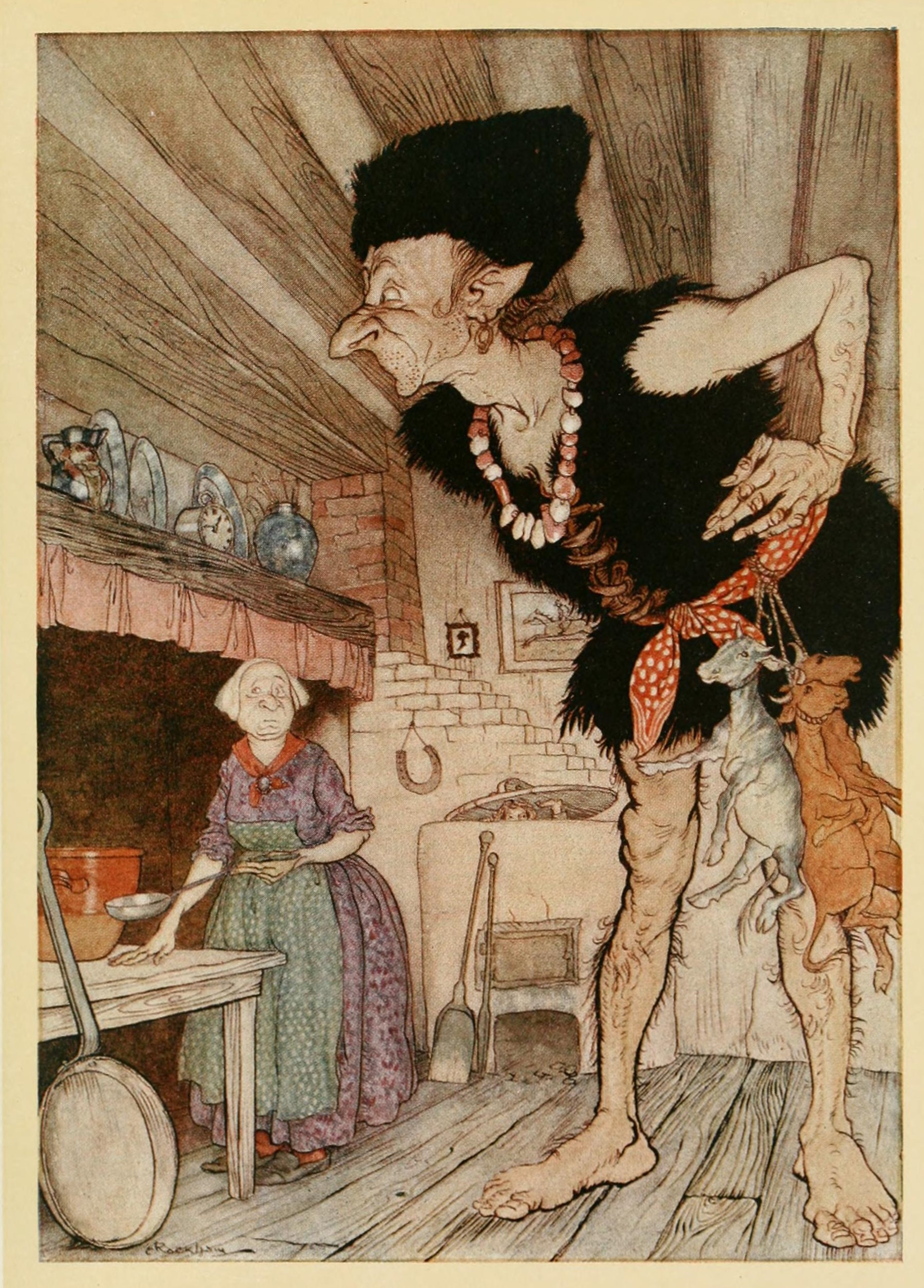
アーサー・ラッカムによる『ジャックと豆の木』の挿絵（1918年）。ラファエル前派、アーツ・アンド・クラフツの影響。児童文学とイラストは縁が深い（カテゴリ）
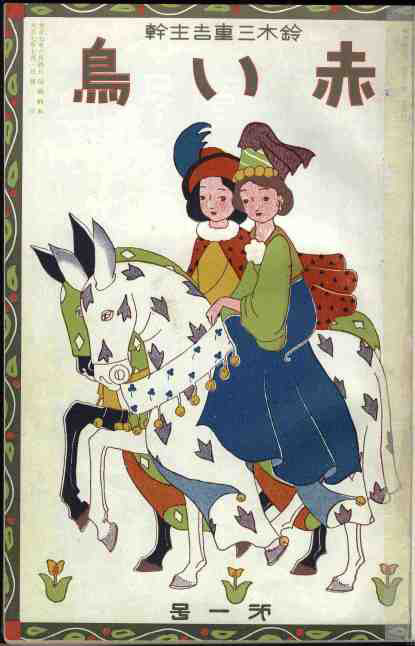
清水良雄による『赤い鳥』創刊号表紙（1918）。いわゆる童画。イラストレーションの概念はなかったが役割の大きさは変わらなかった（カテゴリ）
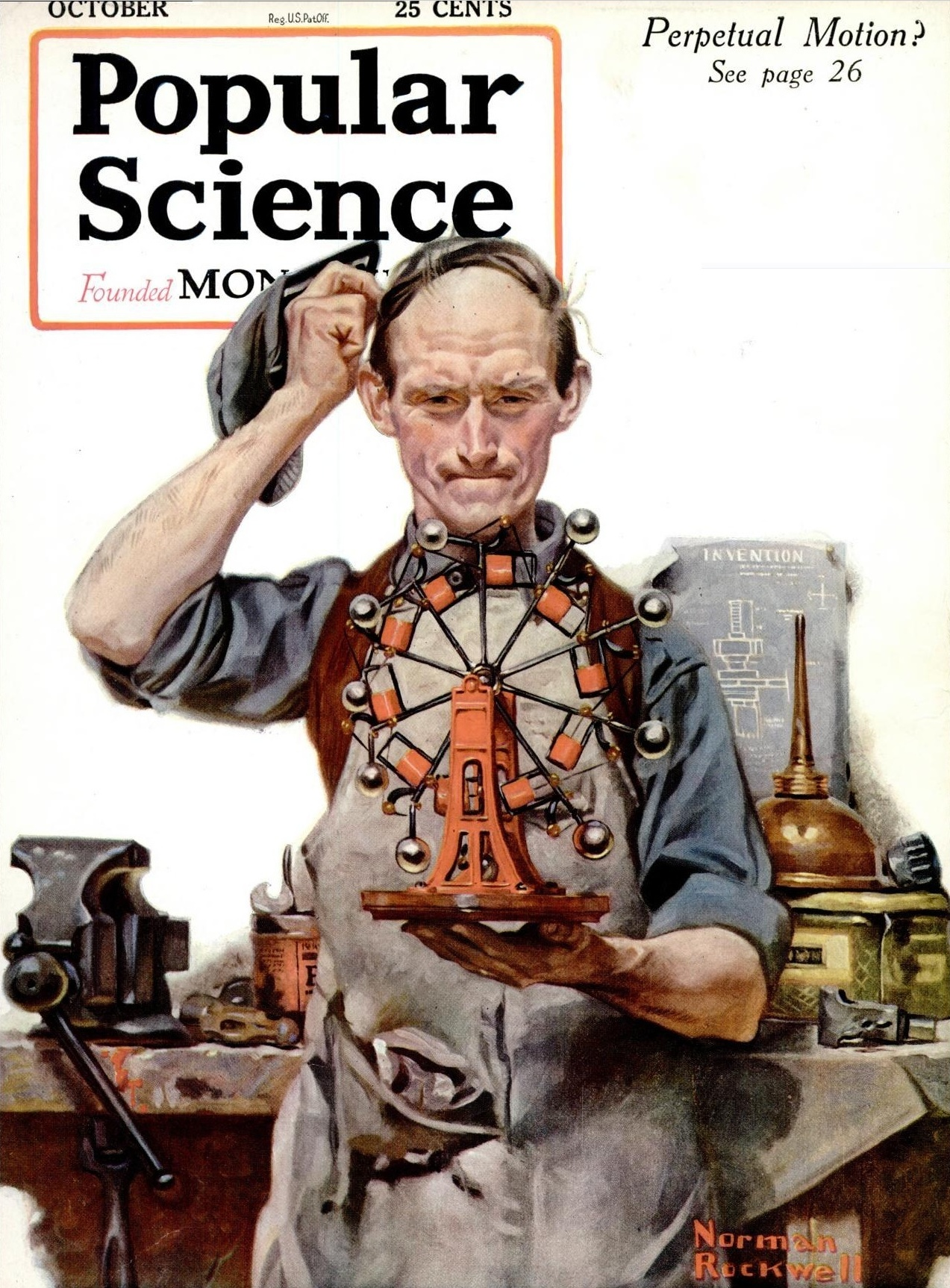
ノーマン・ロックウェルによる雑誌表紙（1920年）。リアルでいてユーモラスなタッチは後のハイパーリアリズムにも影響（カテゴリ）
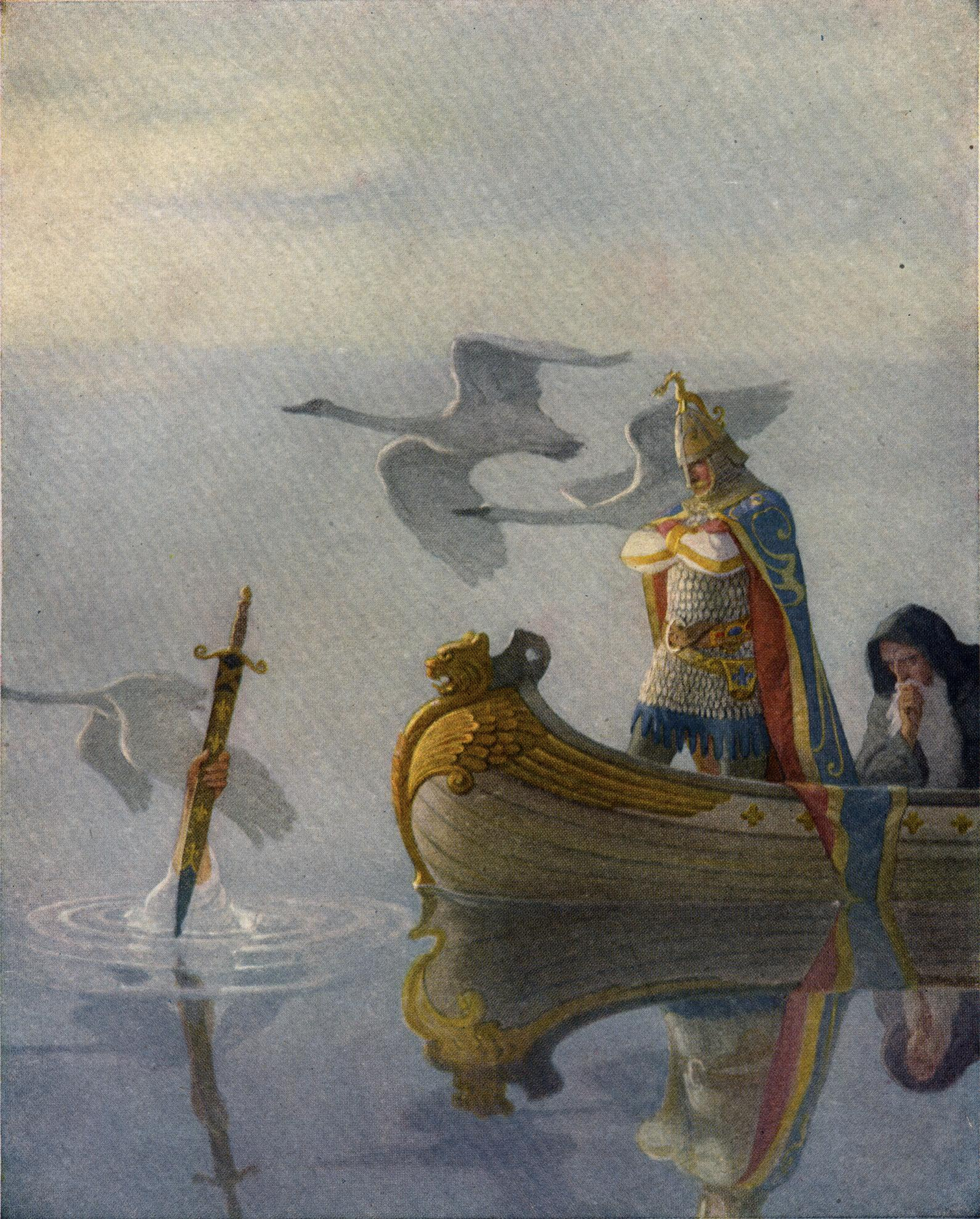
ブランデーワイン派のN・C・ワイエスによる『アーサー王と円卓の騎士』挿絵（1922年）。新中世趣味は現在のファンタジーイラストの源流となった（カテゴリ）
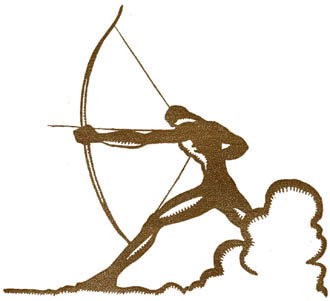
アール・デコの影響を受けたサンティアゴ・マルティネス・デルガドのイラストレーション（1940年）（カテゴリ）
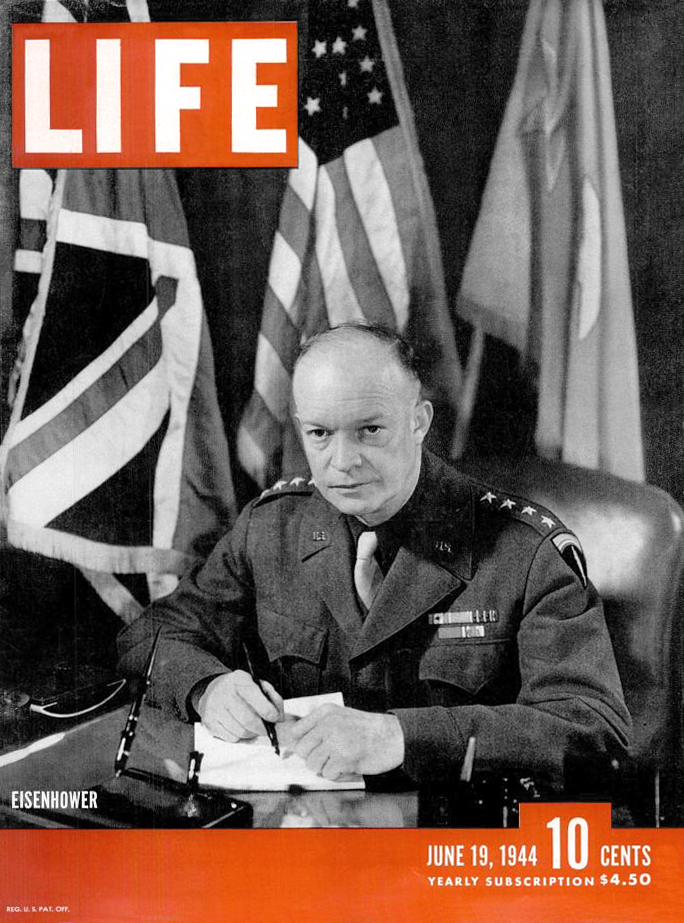
写真週刊誌『LIFE』（1936年創刊）。イラストレーションはメディアの主役の座を写真に明け渡す。写真もまた映像に座を譲り『LIFE』は1972年に休刊（カテゴリ）
（著作権保持期間の関係で20世紀後半の画像は限定的なものになっています。画像はAnonMoos画、著作権延長法に抗議したピクトグラムイラスト（カテゴリ））
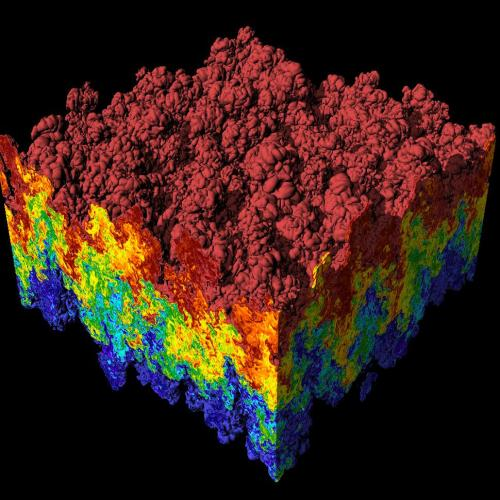
レイリーテイラー不安定性。米エネルギー省作成。コンピュータグラフィックスによる科学情報の視覚化（カテゴリ）
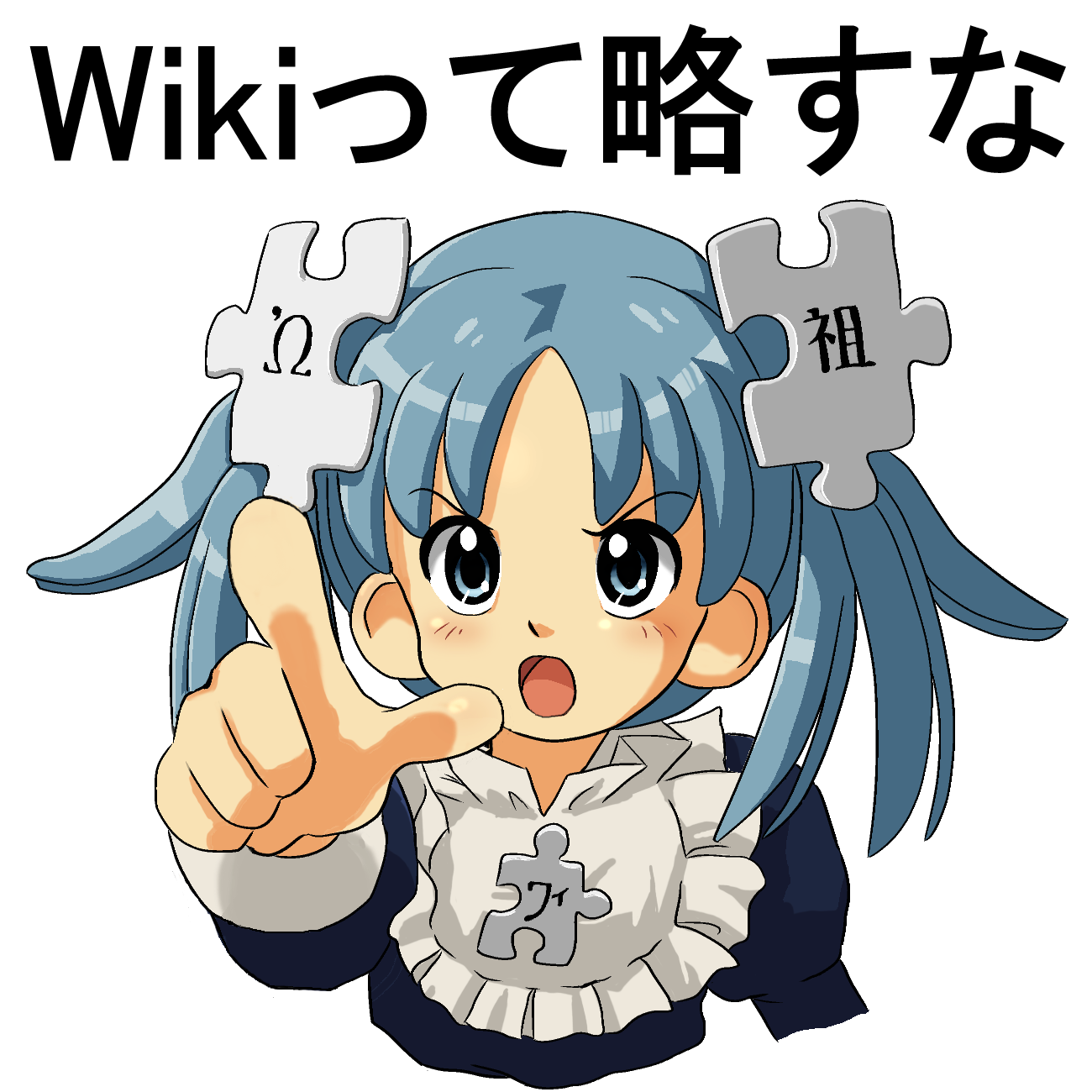
Kasuga~jawiki『ウィキペたん』（2007年）。現代日本の高度に様式化された萌えイラスト。キッチナーの募兵ポスターのパロディでもある（カテゴリ）
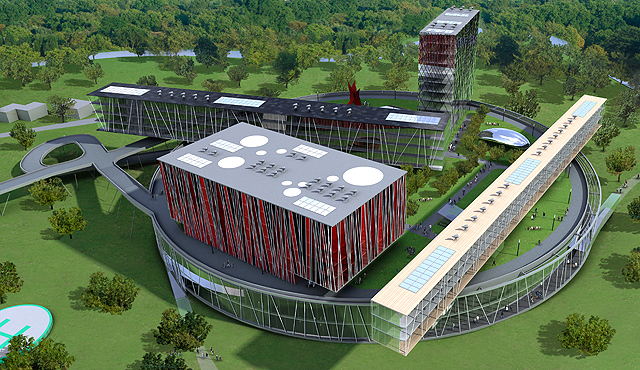
モスクワのビジネススクール「SKOLKOVO」の建築パース図（2008年）。3次元コンピュータグラフィックスの利用が進んでいる（カテゴリ）
米国立アレルギー感染症研究所による豚インフルエンザの解説図（2009年）。情報の理解を助ける実用的なイラストの価値は今日もなお高い（カテゴリ）